# Commodore 64
Der Commodore 64 (kurz C64, umgangssprachlich 64er oder Brotkasten) ist ein 8-Bit-Heimcomputer mit 64 KB Arbeitsspeicher.
Seit seiner Vorstellung im Januar 1982 auf der Winter Consumer Electronics Show war der von Commodore gebaute C64 Mitte bis Ende der 1980er Jahre und darüber hinaus sowohl als Spielcomputer als auch zur Softwareentwicklung äußerst populär. Er galt lange Zeit als der meistverkaufte Heimcomputer weltweit – Schätzungen der Verkaufszahlen bewegen sich zwischen 12,5 und 30 Millionen Exemplaren. Der C64 bot viel Technik und gute Erweiterbarkeit zu einem (nach der Einführungsphase) erschwinglichen Preis.
Wie zu dieser Zeit bei Heimcomputern üblich, waren in der kompakten Zentraleinheit keine internen Massenspeichergeräte eingebaut, aber bereits die Tastatur. Programme wurden von externen Laufwerken wie dem Kassettenlaufwerk Datasette oder dem 5¼″-Diskettenlaufwerk VC1541 geladen oder waren bei Verwendung eines Steckmoduls (Cartridge) sofort nach dem Einschalten verfügbar. Schon im Grundzustand waren neben dem Betriebssystem (Kernal) und zwei Bildschirmzeichensätzen eine komplette Programmiersprache in Form eines BASIC-Interpreters, deren Befehle auch im Direktmodus eingegeben und sofort ausgeführt werden konnten, und ein für die Zeit fortschrittlicher Bildschirmeditor statt eines bloßen Zeileneditors gleich nach dem Einschalten verfügbar; diese Software war in den drei ROM-Chips auf der Hauptplatine mit Speicherkapazitäten von zweimal acht und einmal vier KB gespeichert.

## Geschichte

### Entwicklung

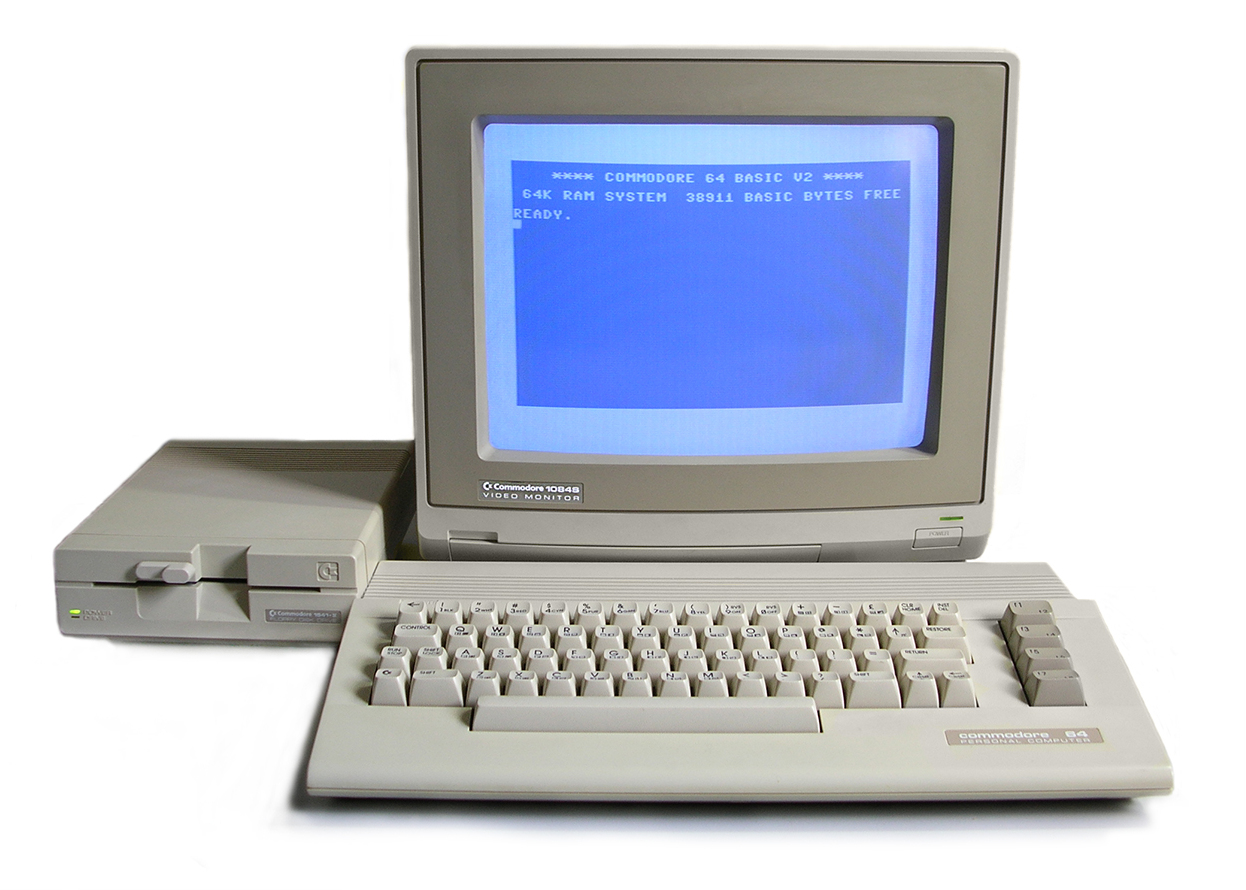
C64C-System mit VC1541-II-Diskettenlaufwerk und RGB-Monitor 1084S (1986), angezeigt wird der Zustand direkt nach dem Einschalten (Startschirm)

Im Januar 1981 begann das frühere Unternehmen MOS Technology, jetzt als Commodore Semiconductor Group eine Tochter von Commodore International, mit der Entwicklung eines neuen Chipsatzes für Grafik und Audio für eine Spielkonsole der nächsten Generation. Die Arbeit an den beiden Chips VIC II (Grafik) und SID (Audio) war im November 1981 erfolgreich abgeschlossen. Im Anschluss entwickelte der japanische Ingenieur Yashi Terakura von Commodore Japan auf Basis der beiden neuen Chips den Rechner Commodore Max (in Deutschland als VC 10 angekündigt). Die Produktion wurde jedoch bereits kurz nachdem die ersten Commodore MAX in Japan ausgeliefert worden waren wieder eingestellt.
Mitte 1981 machten Robert Russell (System-Programmierer und Entwickler des VC-20) und Robert „Bob“ Yannes (Entwickler des SID) mit der Unterstützung von Al Charpentier (Entwickler des VIC-II) und Charles Winterble (Manager von MOS Technology) dem CEO von Commodore International, Jack Tramiel, den Vorschlag, aus den entwickelten Chips einen wirklichen Low-Cost-Rechner zu bauen, der der Nachfolger des VC 20 werden sollte. Tramiel war einverstanden und erklärte, dass der Rechner einen vergrößerten Speicher von 64 KB RAM, den vollen Adressraum von 16 Bit nutzend, haben solle. Auch wenn zu diesem Zeitpunkt 64 KB RAM noch über 100 US-Dollar kosteten, nahm er an, dass die RAM-Preise bis zur vollen Markteinführung des C64 auf einen akzeptablen Preis fallen würden. Tramiel setzte gleichzeitig das Fristende für die Präsentation des Rechners auf den Beginn der Consumer Electronics Show (CES) im Januar 1982 in Las Vegas. Die Besprechung fand im November 1981 statt, sodass den Entwicklern lediglich zwei Monate blieben, um entsprechende Prototypen des Rechners zu bauen.
Das Projekt hatte zunächst den Codenamen VC-40, der in Anlehnung an das Vorgängermodell VC-20 gewählt worden war. Das Team, welches das Gerät entwickelte, bestand aus Robert Russell, Robert „Bob“ Yannes und David A. Ziembicki. Das Design des C64, Prototypen und einige Beispielsoftware wurden gerade rechtzeitig vor der CES in Las Vegas fertig, nachdem das Team die gesamte Weihnachtszeit (auch an den Wochenenden) durchgearbeitet hatte. Die 40 im Namen sollte die doppelte Textauflösung von 40 Zeichen pro Zeile im Vergleich zum Vorgängermodell kennzeichnen. Commodore wählte diese Auflösung zum einen, weil damit (anders als bei 80 Zeichen) auch auf Farbfernsehgeräten als Alternative zu teureren Farbmonitoren noch eine gute Lesbarkeit gewährleistet war, und zum anderen, um unter der Leistungsfähigkeit der für den professionellen Gebrauch vorgesehenen eigenen Rechner der CBM-8000-Serie zu bleiben, die zu der Zeit mit gleicher Prozessorgeschwindigkeit, kleinerer oder gleicher Speicherausstattung, nur monochromen oder deutlich eingeschränkten Farbmöglichkeiten und einem nur wenig leistungsfähigeren BASIC 4.0 angeboten wurden. Ein kennzeichnender Faktor für die professionelle Anwendbarkeit war damals die Möglichkeit, Textzeilen für die Druckausgabe in voller Breite darstellen zu können, wofür 80 Zeichen notwendig waren.

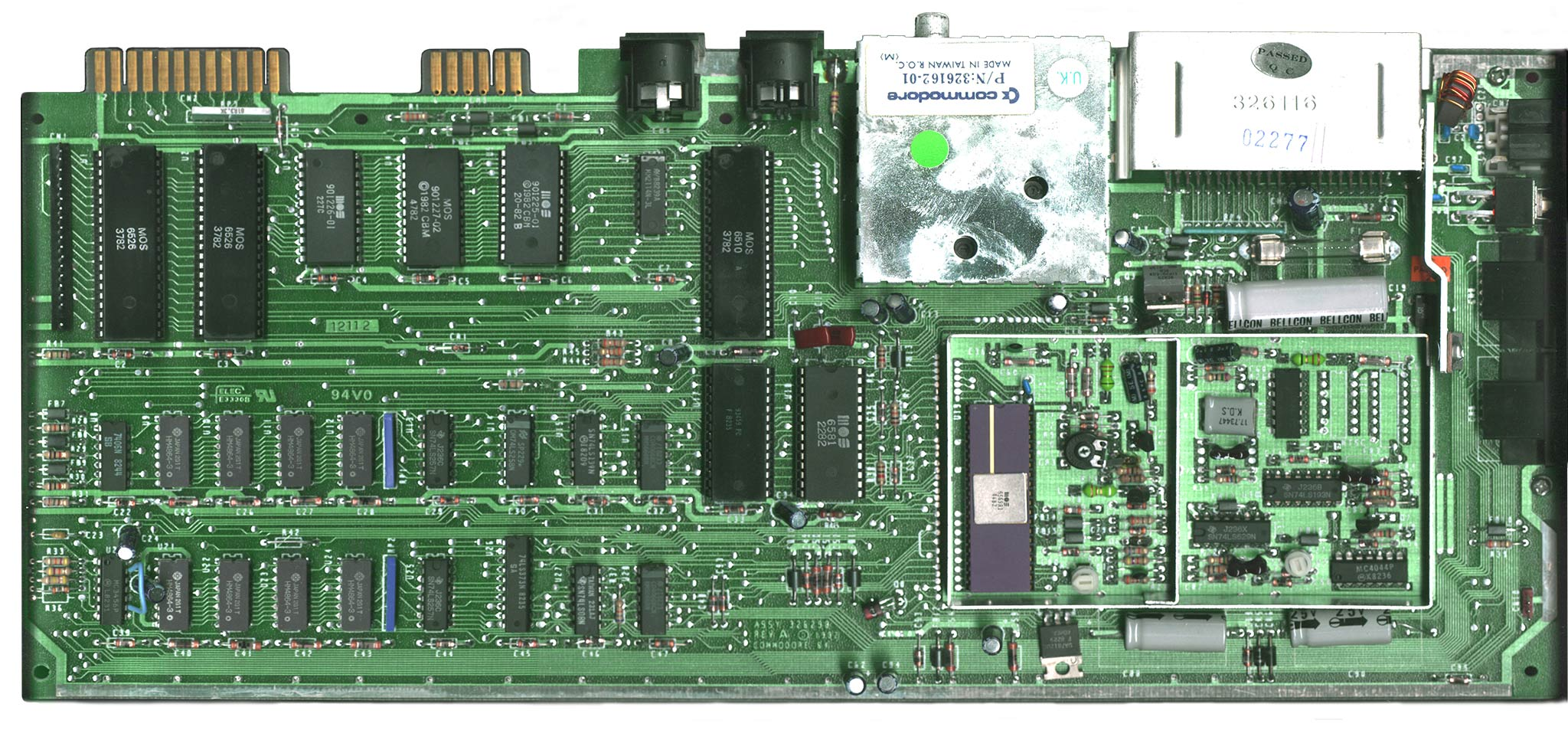
Hauptplatine eines C64 (1982)

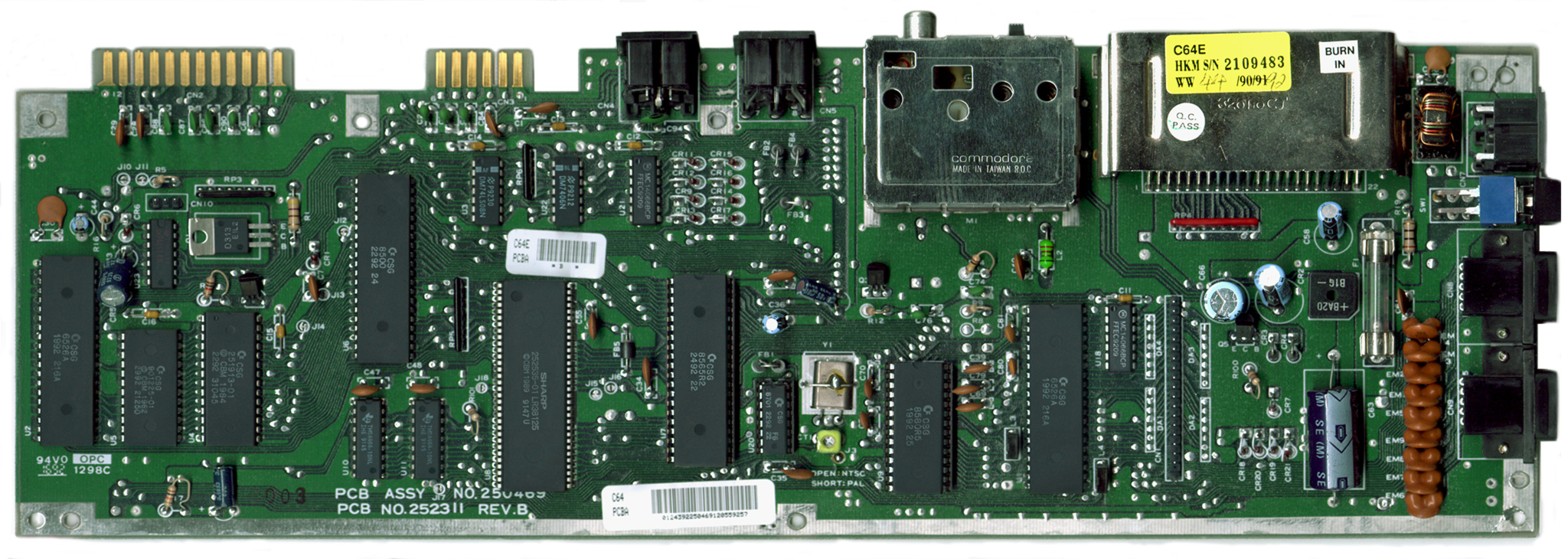
Hauptplatine eines C64C (1992)

In der Produktionsperiode des C64 änderte man immer wieder optische und technische Details, um moderne Fertigungsmöglichkeiten auszunutzen und Produktionskosten zu senken. Obwohl sich das Innenleben der ersten C64 deutlich von dem der letzten Version unterscheidet, war es den Entwicklern gelungen, alle Versionen vonseiten der Software beinahe hundertprozentig kompatibel zueinander zu halten – was bedeutete, dass die Leistungsdaten des Rechners während des Produktionszyklus nicht gesteigert wurden. Beispielsweise wurde das Hauptplatinenlayout mehrfach geändert sowie CPU, Grafikchip, Soundchip und andere Bauteile überarbeitet. Auch die zur Verschaltung innerhalb des Rechners notwendigen Logikchips fasste man zusammen und integrierte sie in einem Custom-Chip.
Vom C64 gab es im Gegensatz zu anderen damaligen Heimcomputern keine Nachbauten aus Ostblock-Ländern, Lateinamerika oder Fernost. Das ist vor allem in der hochintegrierten Bauweise mit Custom-Chips und in der vertikalen Integration der Firma Commodore begründet – von der Chipfertigung über Chipdesign und Systemdesign bis zum Gehäusedesign war alles in einer Hand, wodurch diese Chips für Nachbauer nicht erhältlich waren.

### Vermarktung
Commodore Business Machines (CBM) hatte vor dem C64 bereits erfolgreich den Bürorechner PET 2001 und seine Nachfolger, aber auch schon den Heimcomputer VC 20 eingeführt. Firmengründer Jack Tramiel prägte die Formel „We need to build computers for the masses, not the classes!“ („Wir müssen Computer für die Massen bauen, nicht für die Klassen!“), was ihm mit dem C64 letztlich auch gelang.
Um die Neuentwicklung in das vorhandene Produktangebot einbinden zu können, entschied sich die Marketingabteilung für den Namen C64, was für Consumer und die Größe des verwendeten Speichers in KB stehen sollte. Für den amerikanischen Markt waren bereits nach gleichem Schema benannte Modelle, der B(usiness)256 bzw. der P(ersonal Computer)128, geplant. Letzterer gehörte in die in Europa als Commodore CBM 500 veröffentlichte Reihe und ist nicht identisch mit dem später erschienenen C128.
Im September 1982 kam der C64 für 595 USD (in heutiger Kaufkraft 1.934 USD) auf den amerikanischen und Anfang 1983 zum Startpreis von 1.495 DM (entspricht nach heutiger Kaufkraft ca. 1.757 €) auf den deutschen Markt und war in Deutschland, wie in allen wichtigen Märkten der Welt (mit Ausnahme von Japan), sehr erfolgreich. Schon 1983 sank der Preis auf meist 698 DM (heute ca. 820 €).
Hauptkonkurrent war der in den USA stark vertretene Atari 800 XL. Viele Spiele waren auf einer 5¼-Zoll-Diskette für beide Systeme erhältlich, wie etwa das Computer-Rollenspiel Alternate Reality (Vorderseite C64, Rückseite Atari), was als Hinweis auf die Dominanz der beiden Marken angesehen werden kann. Trotz der Konkurrenz durch Atari und vieler anderer Heimcomputer in dieser Zeit (TI-99/4A, Apple II, Sinclair ZX81, ZX Spectrum, Dragon 32) beurteilten viele Konsumenten das Preis-Leistungs-Verhältnis des C64 zum Beginn seiner Auslieferung günstig. In Kombination mit der rasch ansteigenden Zahl an Softwaretiteln für den C64 entwickelte sich der Rechner zu einem großen Erfolg. Hierzu trug bei, dass der Computer nicht nur in Fachgeschäften, sondern auch in Kaufhausketten, Versandhäusern (z. B. Quelle), Supermarktketten (z. B. allkauf) und Computer-Versandhäusern (z. B. Vobis) zum Verkauf stand. Mit dem Aufstieg des C64 als Heimcomputer kam auch zugleich der endgültige Fall der bis dato am weitesten verbreiteten Konsole, des Atari VCS 2600.
Commodore produzierte den C64 etwa elf Jahre lang; über 22 Millionen Stück wurden verkauft (andere Quellen geben 17 bis 30 Millionen an). Damit war der C64 der meistverkaufte Computer seiner Zeit, lange Zeit auch der Welt.

## Technische Details

Blockschaltbild des C64

### Prozessor

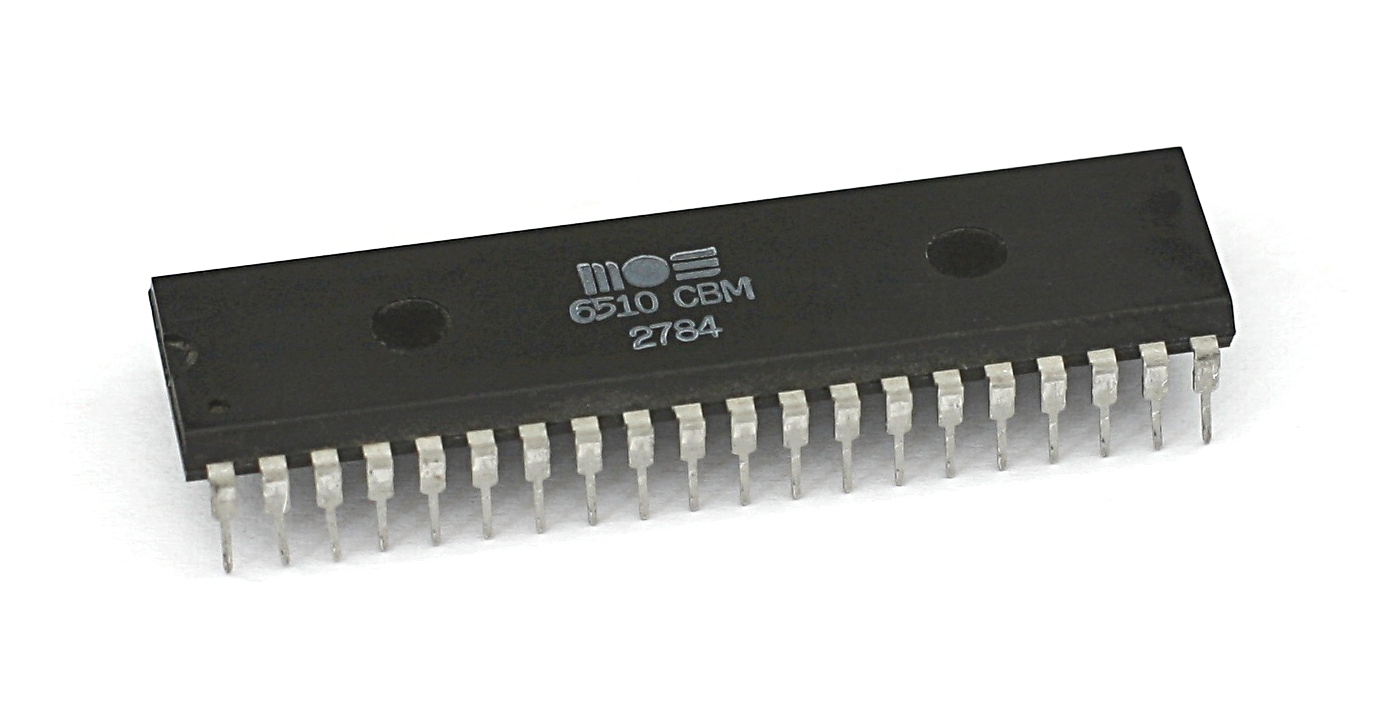
MOS-6510-Prozessor

Der Prozessor ist ein 6510 (8500 beim C64C/II), eine Variante des 6502 von MOS Technology. Commodore hatte diese Firma Mitte der 1970er-Jahre aufgekauft, um über ein eigenes Halbleiterwerk zu verfügen. Der 6510 besitzt im Gegensatz zum 6502 einen 6 Bit breiten bidirektionalen I/O-Port, der sich über die Speicheradressen 0 und 1 ansprechen lässt und beim C64 zum einen dazu genutzt wird, um in einzelnen Speicherbereichen zwischen RAM, ROM und dem I/O-Bereich durch Bank Switching umzuschalten, und zum anderen zur Steuerung eines angeschlossenen Magnetbandlaufwerks (Datassette).

#### Takt
Der Prozessor arbeitet mit einer Taktfrequenz von 0,985249 MHz in der PAL-Version und 1,022727 MHz in der NTSC-Version. Der Unterschied ergibt sich daraus, dass im C64 aus der Schwingungsfrequenz nur eines Quarz-Oszillators alle benötigten Frequenzen einfach abgeleitet werden und dass die Farbträgerfrequenzen der beiden Farbübertragungssysteme unterschiedliche Werte haben, die eingehalten werden müssen. In der NTSC-Version stehen so mehr Taktzyklen pro Rasterzeile in der Grafikausgabe zur Verfügung, und auch insgesamt ist die CPU etwas schneller. Dafür hat NTSC weniger Zeilen pro (Halb-)Bild, nur 262 im Vergleich zu 312 bei PAL. Daher müssen Programme, die den Rasterzeileninterrupt (s. u.) zur bildsynchronen Ablaufsteuerung verwenden, austauschbare Codeteile für beide C64-Versionen besitzen oder gleich in zwei verschiedenen Versionen vorliegen.

#### Rechenleistung
Der C64 erzielt für Prozessoren aus der 6510-Familie typische 36 (PAL) bzw. 37 (NTSC) Dhrystones, etwa 20500 bzw. 21000 Instruktionen pro Sekunde (0,02 MIPS).

### RAM

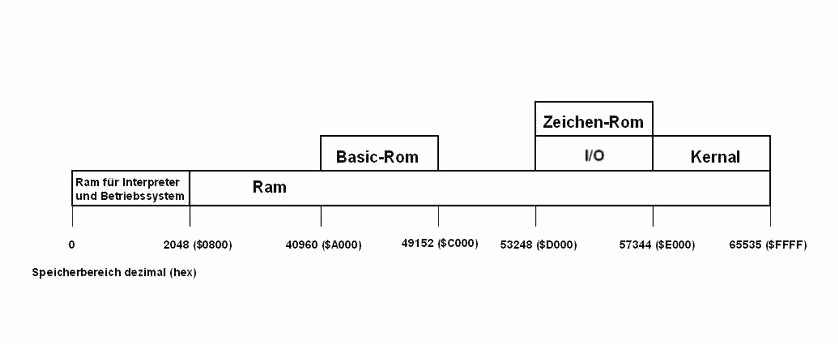
Speicheraufbau des C64

Der C64 verfügt über 64 KB dynamischen RAM. Davon sind 38911 Bytes für BASIC-Programme nutzbar. Die Größe des Speichers war für die damalige Zeit üppig (der zwei Jahre ältere Vorgänger VC 20 hat nur 5 KB Arbeitsspeicher, wovon für die Programmiersprache BASIC 3584 Byte nutzbar sind). Die Speicherstellen 0 und 1 sind nicht direkt von der CPU ansprechbar, hier befindet sich der Prozessorport des 6510; mittelbar unter Zuhilfenahme des Grafikchips VIC II können die Speicherstellen jedoch gelesen und beschrieben werden. Zusätzlich zu den 64 KB dynamischen RAM gibt es noch 1024 Nibbles statischen Farb-RAM, insgesamt verfügt der C64 also über 64,5 KB RAM.

### ROM

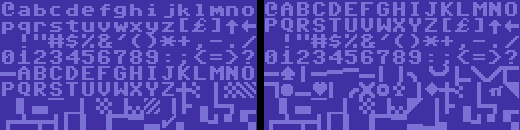
Die beiden PETSCII-Zeichensätze des C64:
a) Klein- und Großschrift, b) Großschrift und Blockgrafik

Der C64 verfügt über 20 KB ROM. Etwa 9 KB davon enthalten in nahezu unveränderter Form den BASIC-V2-Interpreter des älteren Commodore VC 20 (erschienen 1980), der ursprünglich von der Firma Microsoft stammt. In weiteren knapp 7 KB ist ein Betriebssystem, der sogenannte Kernal, untergebracht, welcher die Tastatur, den Bildschirm, die Kassettenschnittstelle, die RS-232-Schnittstelle sowie eine serielle IEC-Schnittstelle (den CBM-Bus) zur Ansteuerung von Druckern, Diskettenlaufwerken usw. verwaltet. Auch dieses stammt ursprünglich von älteren Commodore-Maschinen und wurde an die veränderte Hardware des C64 angepasst. Die restlichen 4 KB enthalten zwei Zeichensätze à 256 Zeichen in 8×8-Matrixdarstellung für den Bildschirm. Die Zeichensätze entsprechen dem Commodore-eigenen PETSCII-Standard und enthalten deshalb keine deutschen Umlaute.
Um über verschiedene Versionen hinweg auf Maschinensprachenebene kompatibel zu bleiben, war ganz am Ende des ROM-Bereichs (also kurz vor $FFFF) eine Sprungtabelle angelegt, über die man die wichtigsten Betriebssystemroutinen aufrufen konnte. Commodore behielt diese Sprungtabelle vom PET 2001 bis über den C64 hinaus bei. Die Kompatibilität von Anwendungssoftware hat sich dadurch nicht besonders gesteigert, weil viele Programmierer diese kompatible Methode des Aufrufs schlichtweg ignoriert haben und sie ohnehin nur für rein textbasierte Programme brauchbar war. – Beispiel: Der Aufruf  JSR $FFD2  gibt auf jedem Commodore-8-Bit-Rechner den Inhalt des Akkumulators als Zeichen auf den Bildschirm aus.

### Grafik

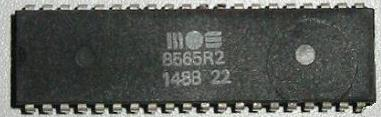
Der VIC II 8565R2 für den C64 II

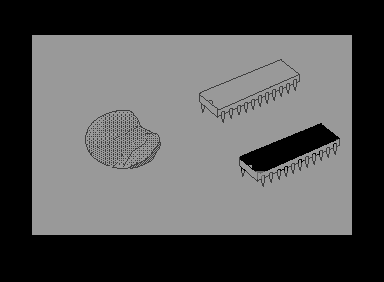
Eine mit GeoPaint gezeichnete C64-HiRes-Grafik mit Chips

Der Grafikchip des C64 ist ein MOS 6569/8565 (PAL) bzw. MOS 6567 (NTSC) und wird VIC (Video Interface Controller) genannt. Er bietet:
- 16 Farben: Durch Ausnutzung einer Besonderheit des PAL-Fernsehstandards (Farbinformationen, Chroma, werden zwischen benachbarten Zeilen gemischt) lassen sich durch vertikale Anordnung von verschiedenen Farben neue Farbmischungen erzeugen.
- 40×25-Zeichen-Textmodus (Standard): 8×8 Pixel pro Zeichen, benutzerdefinierte Zeichensätze möglich. Bildschirmweit einheitliche Hintergrundfarbe, je Zeichen wählbare Vordergrundfarbe; bis zu 256 verschiedene Zeichen können gleichzeitig verwendet werden.
- 40×25-Zeichen-Textmodus (Multicolor): 4×8 doppelt breite Pixel pro Zeichen, benutzerdefinierte Zeichensätze möglich. Je Zeichen bis zu vier Farben: drei bildschirmweit einheitliche, eine je Zeichen wählbar; bis zu 256 verschiedene Zeichen können gleichzeitig verwendet werden.
- 40×25-Zeichen-Textmodus (erweiterte Hintergrundfarben): Wie Standard-Textmodus, aber nur 64 verschiedene Zeichen, dafür je Zeichen eine von bis zu vier bildschirmweiten Hintergrundfarben wählbar.
- 160×200 doppelt breite Pixel: im niedrig auflösenden Bitmapmodus (Multicolor). Alle 16 Farben sind mit Einschränkungen verwendbar (drei individuelle Farben je 4×8-Pixel-Block plus eine bildschirmweite Farbe).[10]
- 320×200 Pixel: im hoch auflösenden Bitmapmodus (HiRes). Alle 16 Farben sind mit starken Einschränkungen verwendbar (zwei individuelle Farben je 8×8-Pixel-Block).
- Hardware-Scrolling: ein Verschieben des Gesamtbilds um vertikal und/oder horizontal 0 bis 7 Pixel ermöglicht zusammen mit weiterer Verschiebung durch Software ein weiches pixelgenaues Scrolling.
- Acht Sprites: mit jeweils 24×21 Pixeln Größe für einfarbige Sprites (12×21 doppelt breite Pixel für Multicolor-Sprites; beide Sprite-Typen können gleichzeitig und in allen Bildschirmmodi verwendet werden). Durch sogenanntes Sprite-Multiplexing war es möglich, die Anzahl der darstellbaren Sprites zu vervielfachen. Bei Kollision von Sprites miteinander oder mit der Hintergrundgrafik kann ein Interrupt ausgelöst werden.
- Rasterzeileninterrupts: Interruptanforderung an den Hauptprozessor beim Erreichen einer zuvor durch die Software festgelegten Bildzeile.

Da der VIC nur 14 Adressleitungen besitzt, kann er nur 16 KB des zur Verfügung stehenden Speichers auf einmal ansprechen. Die zwei fehlenden Adressbits steuert der zweite im C64 verbaute CIA6526-Chip bei. Diese vier Speicherseiten zu 16 KB verhalten sich nicht gleich – im Speicherbereich $1000 bis $1fff (bzw. $9000 bis $9fff) wird vom VIC stets das Zeichengenerator-ROM ausgelesen. In diesen Bereichen können daher auch kein Bildschirmspeicher (Text oder Bitmap) und keine Spritedaten abgelegt werden. Umgekehrt muss in den beiden anderen Speicherseiten im Textmodus ein Zeichengenerator im RAM abgelegt werden.
Das Farb-RAM, das aus Sicht des Hauptprozessors an den Adressen $d800 bis $dbff eingeblendet werden kann, ist aus Timinggründen ein einzelner 1024×4-Bit-SRAM-Chip (µPD2114), der vier eigene Dateneingänge in den VIC besitzt. Das Farb-RAM muss daher nicht in den „normalen“ VIC-Adressraum eingeblendet werden. Genau genommen besitzt der C64 damit 66048 Byte RAM. Da die letzten 24 Adressen nicht für die Farbdarstellung gebraucht werden, kann man die dahinterliegenden Speicherzellen für Sonderzwecke nutzen.
Der VIC sorgt ebenfalls, wie damals für die Grafikhardware üblich, durch das regelmäßige Auslesen aller Speicherseiten für den nötigen Refresh der DRAM-Chips des C64.
Der C64 ist dank der Rasterzeileninterrupts und des Grafikchipdesigns recht flexibel im Bildaufbau.
Viele der hardwaretechnischen Einschränkungen können durch kreative Programmierung und Ausnutzung von vom Hersteller nicht explizit implementierten Nebeneffekten umgangen werden. So lassen sich beispielsweise verschiedene Darstellungsmodi mischen (z. B. obere Bildschirmhälfte Textdarstellung mit Scrolling, untere Bildschirmhälfte Grafik) und auch die acht Sprites mehrfach in verschiedenen Bildbereichen verwenden, so dass viele Spiele weitaus mehr als acht Sprites darstellen können. Durch Ausnutzung von undokumentierten Videochip-Eigenschaften ist auch die Verwendung von zusätzlichen Videomodi möglich, die die Beschränkungen in der Farbwahl und Auflösung teilweise aufheben. Auch der Bildschirmrahmen kann mit einigen Tricks zur Darstellung von Grafik benutzt werden.
Der BASIC-Interpreter stellt keine dedizierten Befehle zur Programmierung der hochauflösenden Grafik bereit, dies ist aber durch Versetzen des Grafikchips in den Bitmap-Mode, die Berechnung der Bitmap etwa eines Funktionsgraphen anhand von Funktionswerten und deren Ablage im Speicher möglich. Komfortable Befehle für einfache Grafikelemente wie Kreise und Rechtecke enthalten kommerzielle BASIC-Erweiterungen wie Simons’ Basic, s. u.

### Ton
Klänge werden über den dreistimmig polyphonen Soundchip MOS Technology SID 6581 (buskompatibel mit der Prozessorfamilie 65xx) erzeugt, der dem C64 damals revolutionäre, weit über andere Heimcomputer hinausgehende Möglichkeiten zur Klangerzeugung verlieh. Spätere C64-Varianten enthielten den 8580.
Der SID besitzt drei universell einsetzbare monophone Stimmen mit einer in 65536 Stufen einstellbaren Grundfrequenz von 0 bis 4000 Hz und 48 dB Aussteuerung, die gleichzeitig in subtraktiver Synthese vier Schwingungsformen (Dreieck, Sägezahn, Rechteck in 4096 Stufen einstellbarer Pulsbreite, sowie Rauschen) erzeugen können. Die Lautstärke jeder Stimme kann einzeln mittels dreier programmierbarer ADSR-Hüllkurvengeneratoren mit exponentiellem Kurvenverlauf eingestellt werden. Weiterhin ist eine Synchronisierung von zwei oder allen drei Oszillatoren möglich. Ein Ringmodulator ergibt weitere Effekte. Eine der Stimmen kann außerdem wahlweise ausschließlich zur Modulation der anderen Stimmen verwendet werden.
Weiterhin besitzt der SID ein subtraktives Multimode-Filter (Tiefpass, Hochpass, Bandpass oder Notch-Filter), durch das die internen Stimmen sowie eine über die Monitorbuchse des C64 zumischbare externe Quelle geleitet werden können.
Die Lautstärke der Tonwiedergabe konnte in 16 Stufen eingestellt werden. Da analog zur Lautstärke auch die DC-Offset-Spannung am Ausgang verändert wurde, erzeugte jede Lautstärkeänderung ein entsprechendes Knacken, was schon bald einige Programmhersteller auf die Idee brachte, den Lautstärkesteller als D/A-Wandler zu verwenden, um Samples, zum Beispiel Sprache oder Schlagzeug, wiederzugeben. Bekanntestes Beispiel hierfür ist neben dem Musikspiel „To Be on Top“ das Spiel zum Film „Ghostbusters“, wo das Wort „Ghostbusters“ als Sprache ausgegeben wurde, was zu damaliger Zeit geradezu sensationell schien. Die Tonqualität mit dieser 4-Bit-Auflösung (Werte 0 bis 15) war allerdings nicht besonders gut, außerdem gab es eine Inkompatibilität zwischen den ursprünglichen und den späteren C64-Versionen: Der später verbaute SID II (MOS 8580) schaltete seinen Ausgang nur durch, wenn auf mindestens einer Stimme ein Ton abgespielt wurde. Dadurch verringerte sich zwar das Grundrauschen bei fehlender Tonwiedergabe, reine Samples ohne Hintergrundmusik wurden nur noch sehr leise abgespielt. Neuere Programme berücksichtigten diese Tatsache, Anpassungen für ältere Software gab es in der Regel nicht.
Durch geschicktes Mischen unterschiedlicher Samples war auf Softwareebene außerdem die Wiedergabe mehrerer Samples möglich; dies bedingte jedoch zwangsläufig eine Einschränkung der Wiedergabegenauigkeit (resolution) bzw. der Abspielrate (sample/playback rate), das heißt, die so erzeugten Töne waren weniger gut aufgelöst und „ungenauer“. Eine Reihe von bekannten Spielemusikprogrammierern bediente sich dieser Technik.
Neben der Audiowiedergabe besaß der SID noch zwei Analogeingänge mit niedriger Abtastrate, die im C64 zum Anschluss von Paddles oder einer speziellen Maus mit Analogausgang genutzt wurden.
Zum Ende der C64-Ära wurden in Bastlerkreisen Methoden entwickelt, um den C64 stereofähig zu machen. Dazu wurde ein zweiter SID eingebaut und zur Ansteuerung die Tatsache ausgenutzt, dass der Adressbereich des SID mehrfach gespiegelt ist. Durch geeignete Adress-Selektion konnten so beide SIDs unabhängig voneinander angesteuert werden. Diese Lösung wurde als Bauanleitung in der 64'er Zeitschrift beschrieben, kam jedoch nie kommerziell auf den Markt.

### Schnittstellen

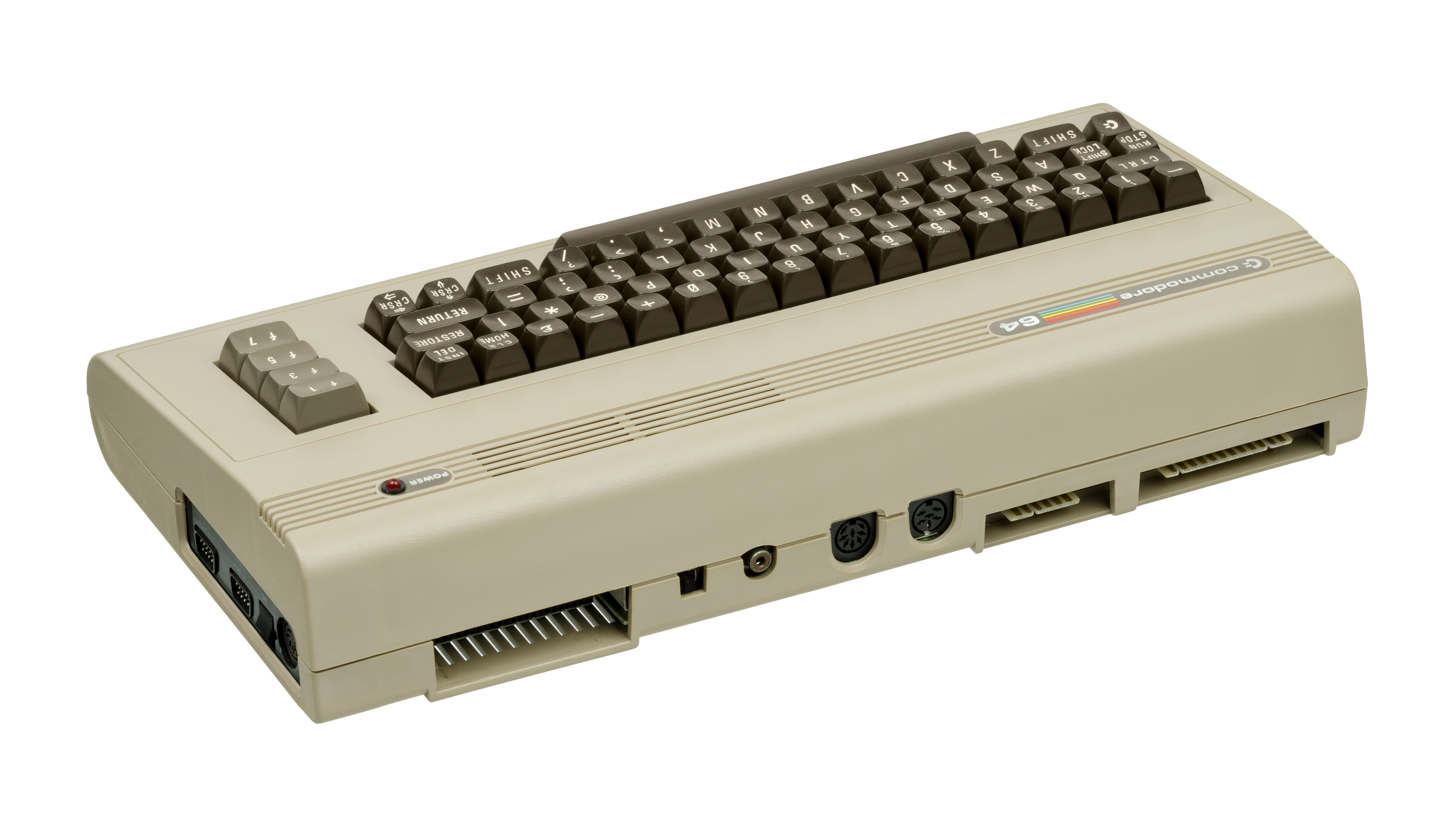
Schnittstellen des C64 (v. l. n. r.: Joystick 1, Joystick 2, Stromanschluss; Expansions-Port, HF Antennausgang, Video-Port, Serial-Port, Cassetten-Port, User-Port)

Der C64 bietet mehrere Schnittstellen und war daher bei Hardware-Bastlern beliebt (von links nach rechts, von der Rückseite aus gesehen):
- Zwei Joystick-, Paddle- und Mauseingänge: (9-Pin-Sub-D-Stecker) entsprechend dem Atari-2600-de-facto-Standard mit digitalen Eingängen für Joysticks (rauf/runter/links/rechts/Feuer) oder eine digitale Maus (Commodore 1350) und analogen Eingängen für Paddles oder eine analoge Maus (Commodore 1351).[12] Einer der Eingänge ist für Lichtgriffel nutzbar. Diese Schnittstellen befinden sich seitlich, nebst dem Hauptschalter und dem Anschluss für das Netzteil.
- Expansions-Port (44-Pin-Platinenstecker): herausgeführter Daten- und Adressbus; zum direkten Einstecken von Hardwareerweiterungen, z. B. Spielemodule, Speichererweiterungen, Beschleunigerkarten o. ä. Dieser Port entspricht den Steckplätzen eines heutigen PCs.
- Hochfrequenz (HF)-Ausgang (Cinch-Buchse, HF-Modulator): zum Anschluss eines Fernsehers über dessen Antennenbuchse (bei damaligen Geräten oft die einzige Anschlussmöglichkeit), links daneben die Feinjustierung.
- Audio/Video-Ausgang (8-Pin-DIN-Buchse, bei frühen C64 5-Pin): mit einem Composite-Video-Signal zum Anschluss eines Video-Monitors oder eines Fernsehers. Bei C64 mit 8-Pin-Buchse wird zusätzlich ein S-Video-Signal (Luminanz- und Chrominanz-Signale separat) bereitgestellt, das für bessere Bildqualität benutzt werden kann. Weiterhin existiert ein Audio-Eingang zwecks Filterung eines externen Audiosignals durch das SID-Filter.
- Serieller Bus (CBM-Bus, 6-Pin-DIN-Buchse): zum Beispiel für Drucker und Diskettenlaufwerke.
- Anschlussmöglichkeit für eine Datasette (6 Platinenkontakte)
- Userport (24 Platinenkontakte): Hier ist einer der acht Bit breiten bidirektionalen Ports sowie eines der seriellen Schieberegister des C64 herausgeführt. Der C64 enthält keinen UART-Chip, allerdings existiert im C64-ROM eine Software-Implementierung eines RS-232-Protokolls, die mittels Bit-Banging die notwendigen Signale erzeugt. Diese ist bis 2400 Baud einsetzbar, mit reiner Basic-Ansteuerung jedoch nicht mit voller Geschwindigkeit. Für die vollständige RS-232-Schnittstelle wird noch ein Pegelwandler benötigt, der TTL-Pegel (0 V/+5 V) auf die RS-232-Pegel von ±12 V umsetzt. Weitere typische Anwendungen für diesen Port sind Implementierung einer Centronics-Druckerschnittstelle (Parallelport, benötigt zusätzliche Treibersoftware), Parallelkabel zu einem Diskettenlaufwerk, Relaiskarten, EPROM-Brenner oder auch Modems.

## Peripherie
Zum C64 konnte eine große Auswahl an Peripheriegeräten hinzugekauft werden.

### Laufwerke

Laufwerke für den C64
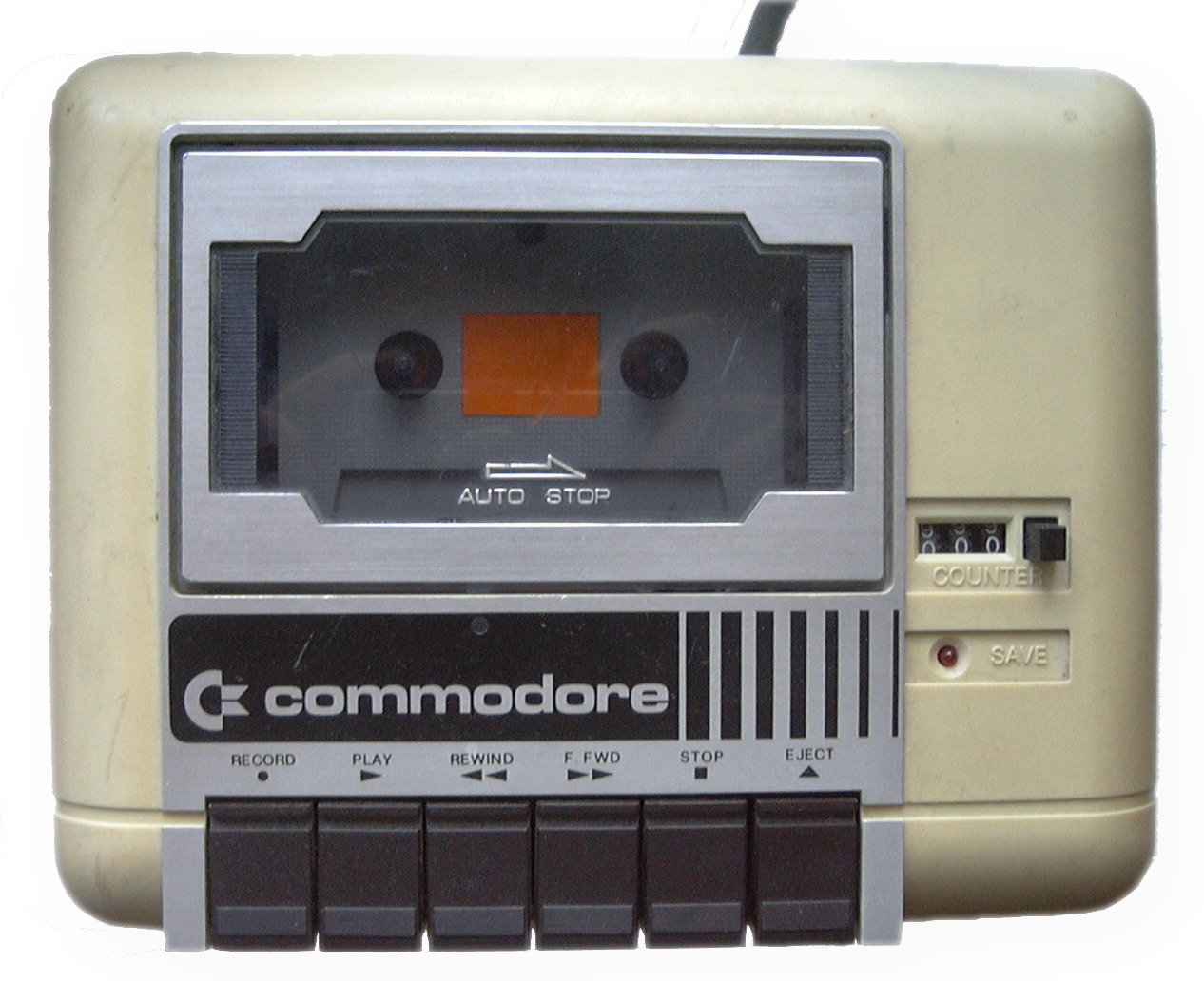
Datasette 1530
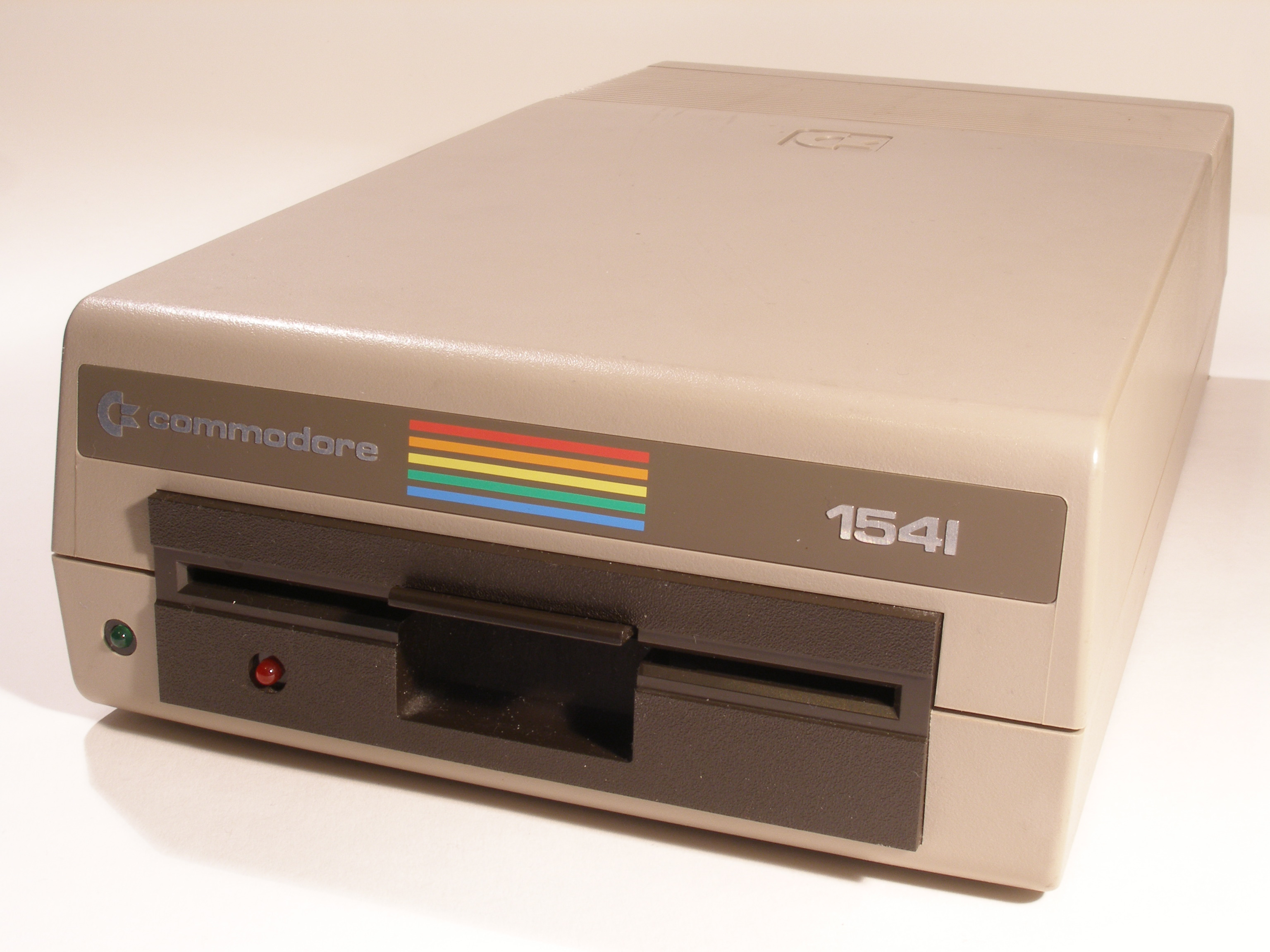
VC1541
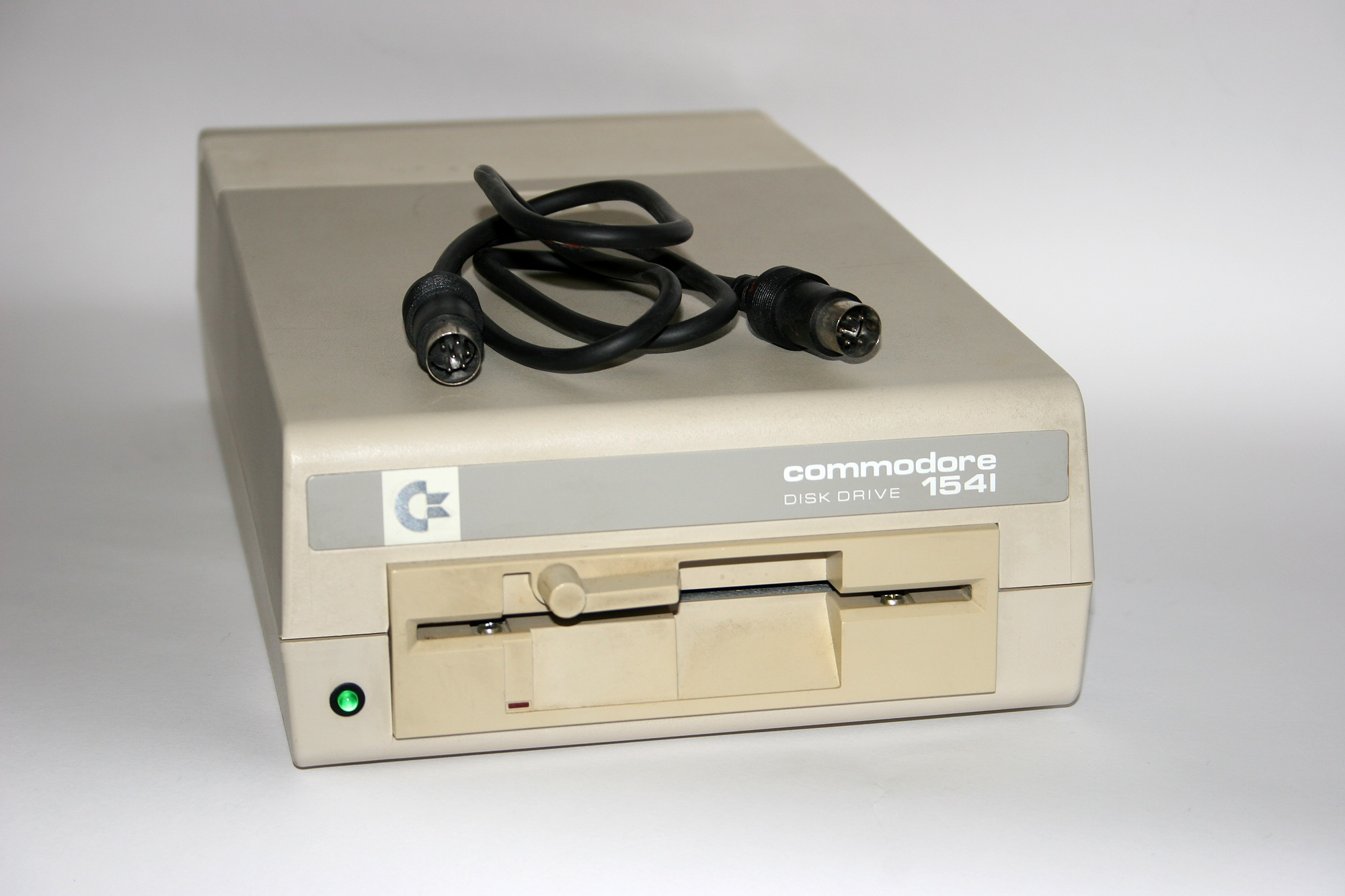
VC1541c mit Knebelverschluss
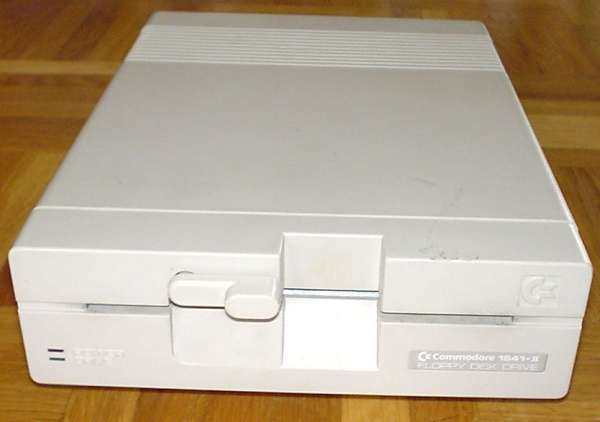
VC1541-II

#### Kassettenlaufwerk
Das Datasette (auch Datassette) genannte Kompaktkassetten-Bandlaufwerk war die günstigste Lösung für Datenspeicherung am C64. Meist war Software auf Kassetten günstiger als entsprechende Diskettenversionen. Anders als in Deutschland, wo das Diskettenlaufwerk (trotz höherer Anschaffungskosten) sehr verbreitet war, war die Datasette in Großbritannien das dominierende Datengerät. Von Commodore gab es das Datasetten-Laufwerk VC-1530, welches mit dem C64 kompatibel ist. Auch andere Hersteller boten Datasetten-Laufwerke für den C64 und den C128 an. Lade- und Speichervorgänge geschehen sehr langsam und sind durch notwendige Spulvorgänge umständlich. Schnelllader wie Turbo Tape verringern die Ladezeiten etwa um den Faktor 10.

#### 5¼-Zoll-Diskettenlaufwerk
Dieses Laufwerk vom Typ VC1541 war das Standardlaufwerk für den C64. Es benutzt die damals sehr weit verbreiteten 5¼-Zoll-Disketten mit doppelter Aufzeichnungsdichte (Double Density). Das Laufwerk arbeitet einseitig und bietet etwa 165 KB Speicherkapazität pro Diskettenseite, angegeben werden jedoch die zur Verfügung stehenden „Blöcke“, von denen es standardmäßig 664 gibt. Um die Rückseite beschreiben zu können, muss die Diskette dem Laufwerk entnommen und gewendet werden. Dafür gab es beidseitig beschreibbare Disketten; wenn sie speziell für die Verwendung mit dem C64 vorgesehen waren, so hatten sie auf beiden Seiten Aussparungen für die Schreibfreigabe. Es gab auch preisgünstigere, offiziell nur einseitig beschreibbare Disketten, die mitunter auch auf der Rückseite beschrieben werden konnten. Bei diesen musste dazu immer vorher seitlich eine zweite Kerbe ausgestanzt werden, beispielsweise mittels eines Diskettenlochers oder eines Teppichmessers. Die Daten werden von den Laufwerken als schreibgeschützt erkannt, wenn diese Kerbe überklebt wurde. Entsprechende Aufkleber lagen den Disketten bei.
Um die Rückseite einer eigentlich einseitigen Diskette zu beschreiben, wurde mitunter auch auf die Lichtschranke im Diskettenlaufwerk ein zusätzlicher Schalter aufgelötet, um so die Lichtschranke zu überbrücken und sich das Herausschneiden der Kerbe zu ersparen. Der Schalter war nötig, um beim Wechseln der Diskette die Funktion der Lichtschranke wieder einzuschalten, da sonst der Diskettenwechsel nicht erkannt wurde.
Ältere Versionen der VC1541 konnten nicht erkennen, wann der Schreib-Lese-Kopf am unteren Ende (Spur 0) angekommen war, und hatten deshalb eine mechanische Sperre. Das führte zu dem bekannten mechanischen Rattern des Laufwerks bei der Formatierung einer Diskette, da der Schreib-Lese-Kopf so bis zu fünfmal an den Anschlag fuhr – dadurch konnte er verstellt werden. Neuere Versionen hatten eine Lichtschranke, um das Problem zu lösen. Da jedoch das ROM des Laufwerks geändert wurde, führte das teilweise zu Inkompatibilitäten mit Schnellladeprogrammen und Kopierschutzmechanismen.
Das Laufwerk war ein eigenständiger Computer mit eigenem Prozessor und Speicher. Anders als praktisch alle anderen Firmen hatte Commodore das DOS als ROM im Laufwerk selbst realisiert, anstatt es in den Speicher des Computers zu laden. Es gab Programme, die Teile der Rechenarbeit auf das Laufwerk auslagerten und somit eine Art Parallelprogrammierung ermöglichten; wegen des kleinen Speichers des Laufwerks war das nur sehr eingeschränkt nützlich. Ebenfalls gab es Jux-Programme, die durch kreative Programmierung des für die Schreib-Lese-Kopfbewegung zuständigen Schrittmotors sogar Musik mit dem Laufwerk erzeugten.
Von dem Laufwerk wurden drei Haupt- und viele Untervarianten hergestellt. Fremdhersteller boten Klone an, die zwar preisgünstiger, aber wegen des aus Urheberrechtsgründen abweichenden ROMs meist nicht vollständig kompatibel waren.
Die Geschwindigkeit der Diskettenoperationen war aufgrund des geringen Speicherausbaus der Laufwerke, der seriellen Schnittstelle sowie umständlicher Programmierung der DOS-Funktionen – das 1541-DOS wurde aus dem der Doppelprozessor-Doppelfloppies CBM 8050 abgeleitet – sehr langsam, so dass viele verschiedene Turbolader als Software- oder als Hardwarebeschleuniger entwickelt wurden.
Diese Beschleuniger schrieben als Erstes eigene in Assembler entwickelte Routinen in den Speicher des Laufwerks, die anschließend zusammen mit im Computer ablaufenden Routinen den Datentransfer realisierten.

#### 3½-Zoll-Diskettenlaufwerk
Das Laufwerk vom Typ VC1581 fristete im Zusammenhang mit dem C64 aufgrund seiner Inkompatibilität zur VC1541 nur ein Schattendasein – trotz seines gegenüber der VC1541 erheblich gesteigerten Speichervermögens von 800 KB auf 3½-Zoll-DD-Disketten. Wegen Kopierschutzmaßnahmen erforderten sehr viele Programme das VC1541-Laufwerk, so dass dem Modell 1581 kein Erfolg beschert war. Wie die VC1541 war auch dieses Laufwerk technisch gesehen ein eigenständiger Computer.

### Eingabegeräte

Eingabegeräte für den C64
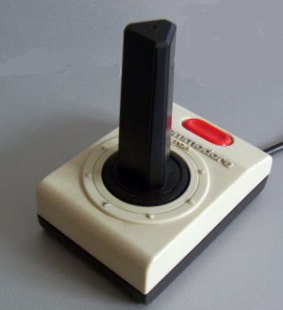
Commodore-Joystick
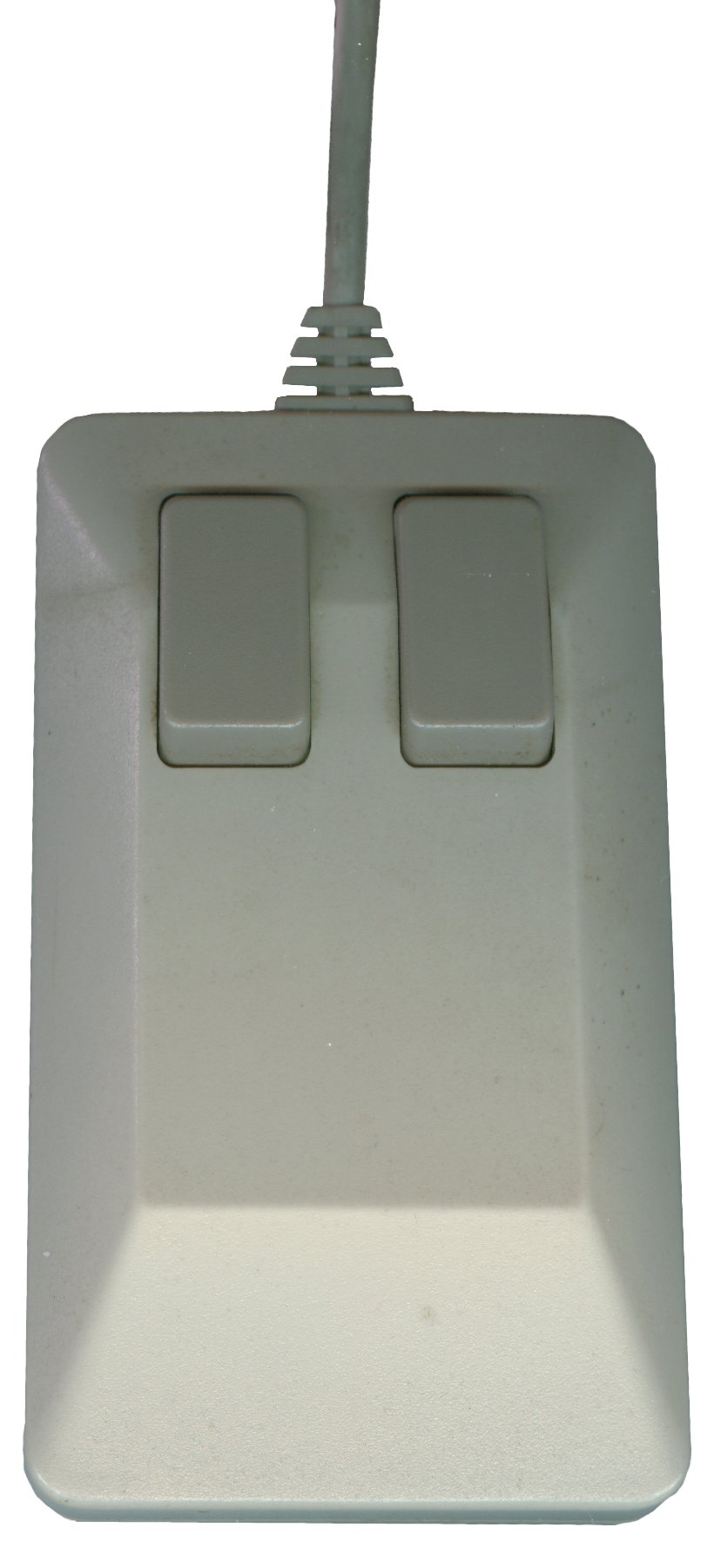
Commodore-Maus
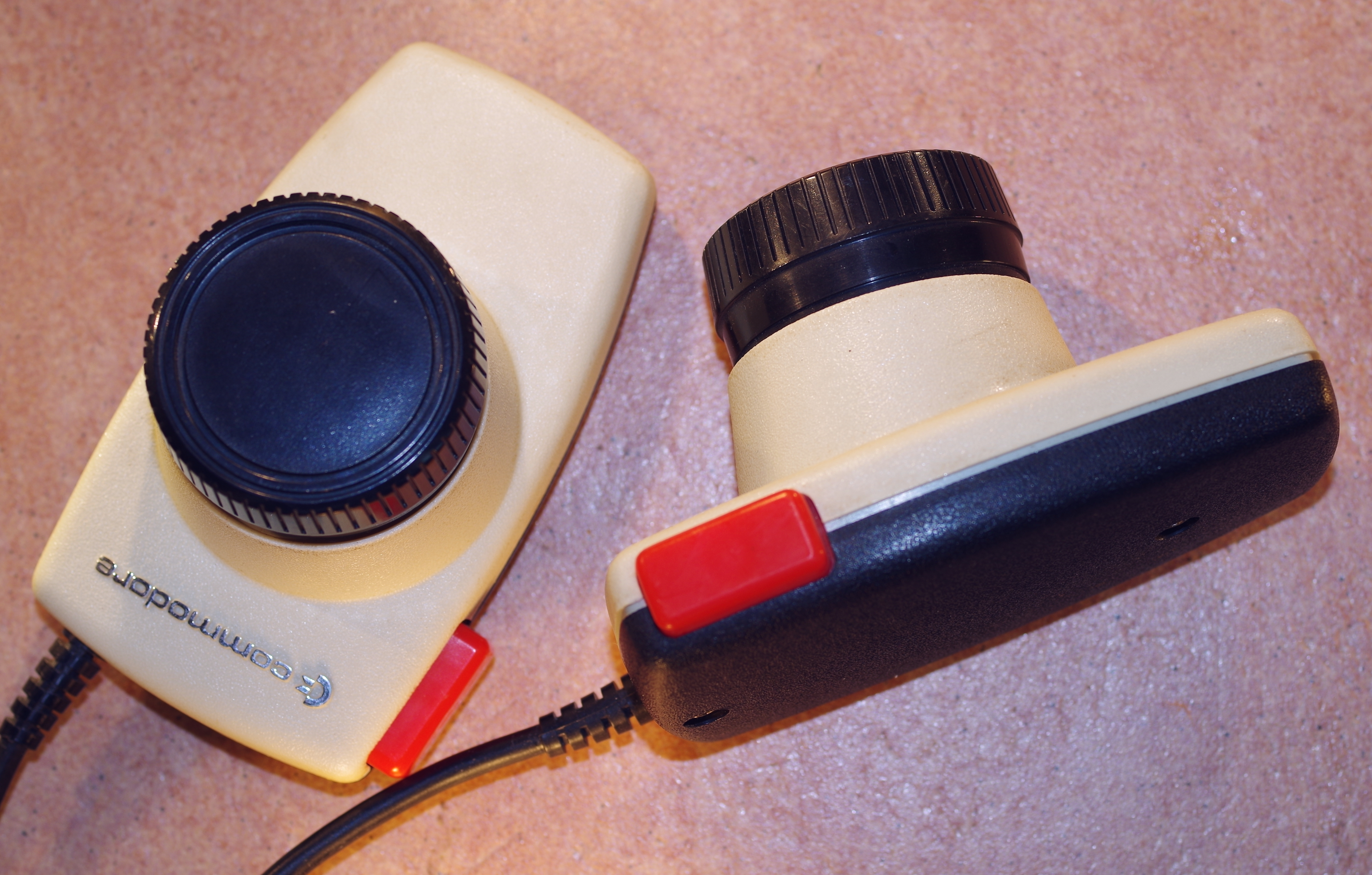
Paddles
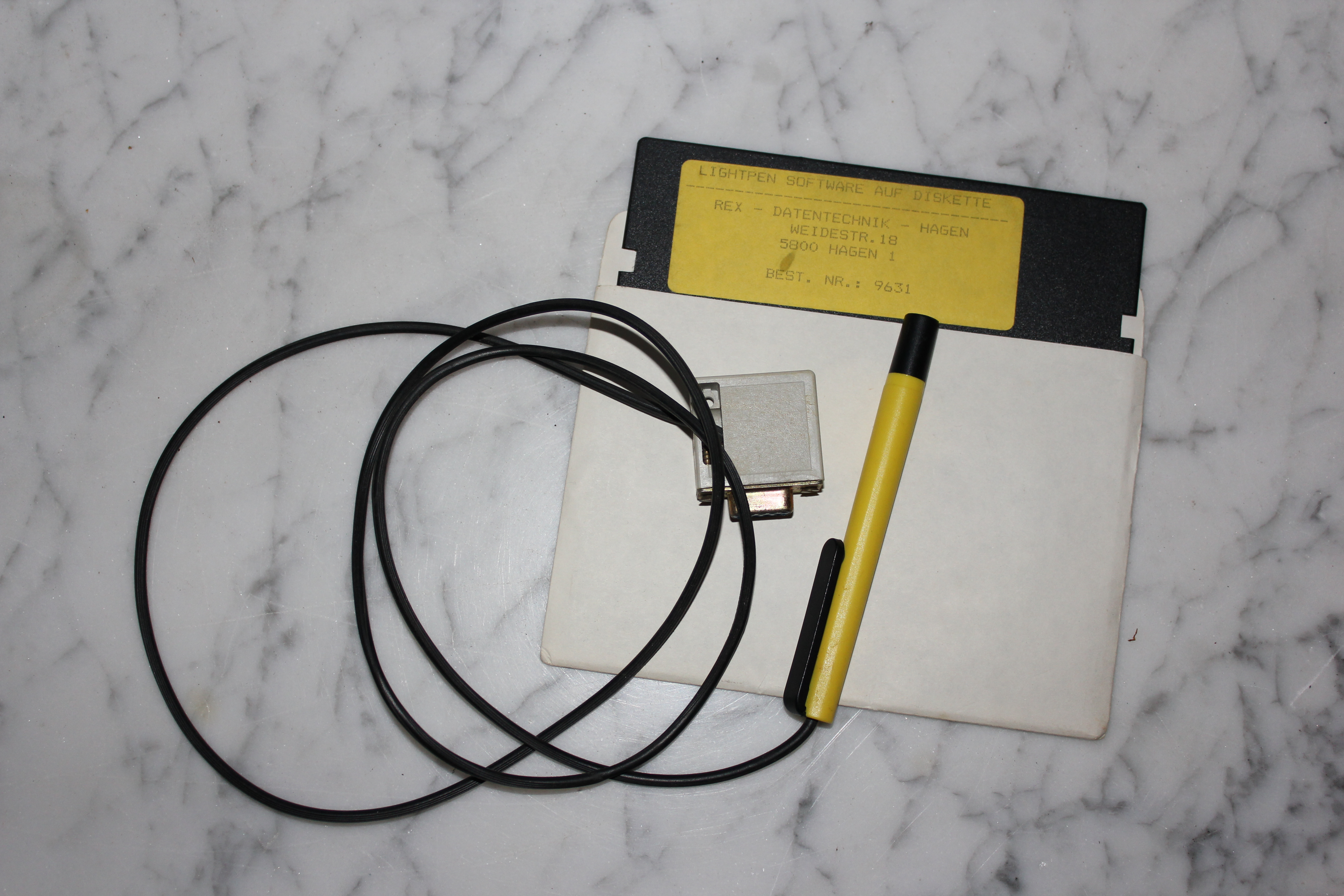
Commodore-64-Lightpen mit zugehöriger Software-Diskette
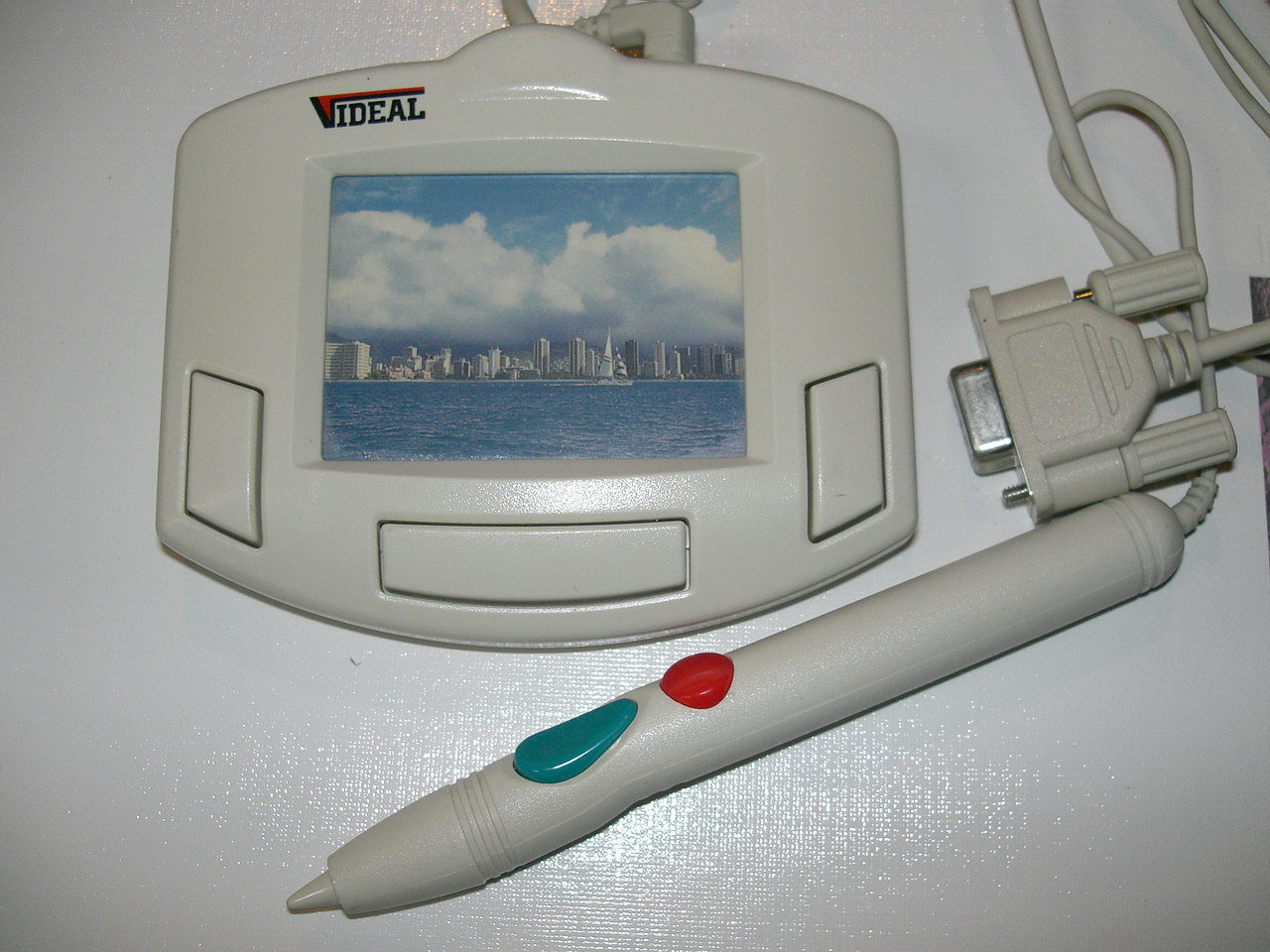
Grafiktablett für den C64

#### Commodore-Maus 1350/1351
Mäuse spielten als Eingabegeräte beim C64 eine eher untergeordnete Rolle, da sie sich erst Jahre nach ihrer Einführung etablierten. Es gab nur wenige Programme, die sie unterstützten bzw. für Mausbenutzung (anstatt Joystick) ausgelegt waren, so z. B. das grafikorientierte Betriebssystem GEOS, Hi-Eddi und Printfox.

#### Gamepad
Gamepads, seit Mitte der 1980er-Jahre die typischen Eingabegeräte für Spielkonsolen, waren teilweise mit den Ports des Commodore 64 kompatibel, setzten sich aber als Eingabegeräte nicht durch. Mitte der 1990er-Jahre wurden vereinzelt Gamepads speziell für den Commodore 64 produziert.

#### Joystick
Neben der Tastatur waren Joysticks die wichtigsten Eingabegeräte am C64, denn fast alle Spiele und viele Anwendungen ließen sich nur mit ihnen steuern. Beim C64 wurde der damals recht verbreitete Atari-Standard für Joysticks unterstützt, so dass die gleichen Joysticks wie an sehr vielen anderen Rechnern verwendet werden konnten. Zwar stellte Commodore eigene Joysticks her, beliebter und verbreiteter waren jedoch Spectravideos QuickShot-Joysticks, Joysticks von QuickJoy sowie – aufgrund seiner Robustheit – der Competition Pro.

#### Koalapad
Das Koalapad war ein Grafiktablett für den Commodore 64, das für das Grafikprogramm KoalaPainter entwickelt worden war, aber auch von einigen anderen Programmen genutzt wurde.

#### Lichtgriffel
Lichtgriffel sind „Stifte“, die zum Zeichnen direkt auf dem Monitor verwendet werden. Wie auch Paddles hatten sie auf dem C64 kaum eine Bedeutung.

#### Lightgun
Eine Lightgun ist von der Funktionsweise ähnlich wie die Lichtgriffel, jedoch meist in der Form einer Pistole und für Spiele gedacht. Auch dieses Eingabegerät war beim C64 kaum von Bedeutung.

#### Paddle
Paddles sind Eingabegeräte, die vor allem in den 1970er-Jahren bei vielen Videospielen verbreitet waren und so auch ihren Weg zum C64 fanden. Bis auf wenige der frühen C64-Spiele und einige spätere Ausnahmen wie Arkanoid hatten Paddles aber kaum eine Bedeutung auf dem C64.

#### Scanner
Von der Firma Scanntronik waren ein Schwarz-Weiß-Scanner erhältlich, der auf den Druckkopf geeigneter Nadeldrucker aufgesteckt wurde und das zu scannende Bild zeilenweise abtastete, während es von der Druckerwalze transportiert wurde, sowie ein Handscanner.

### Ausgabegeräte

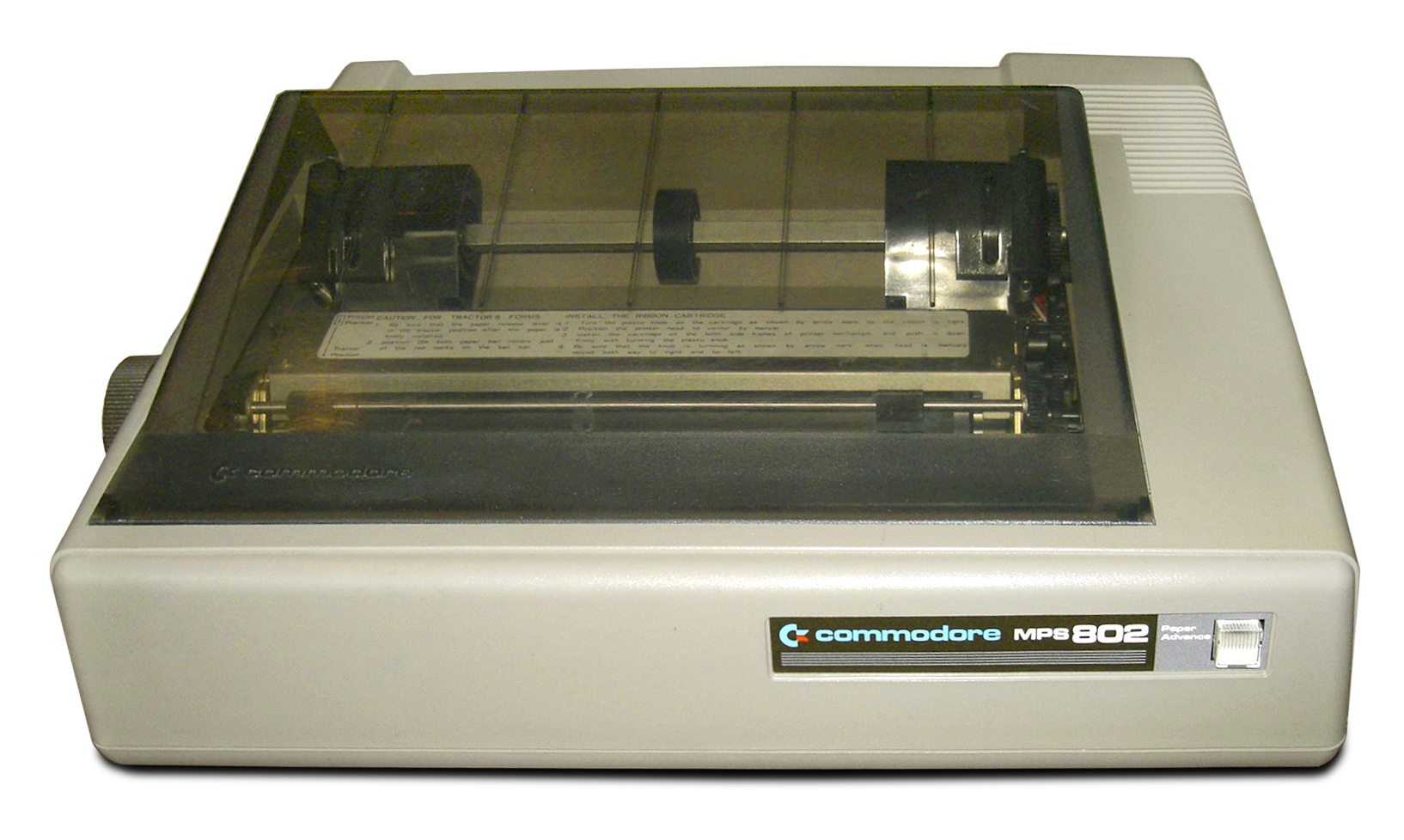
Commodore-Matrixdrucker MPS 802

#### Drucker

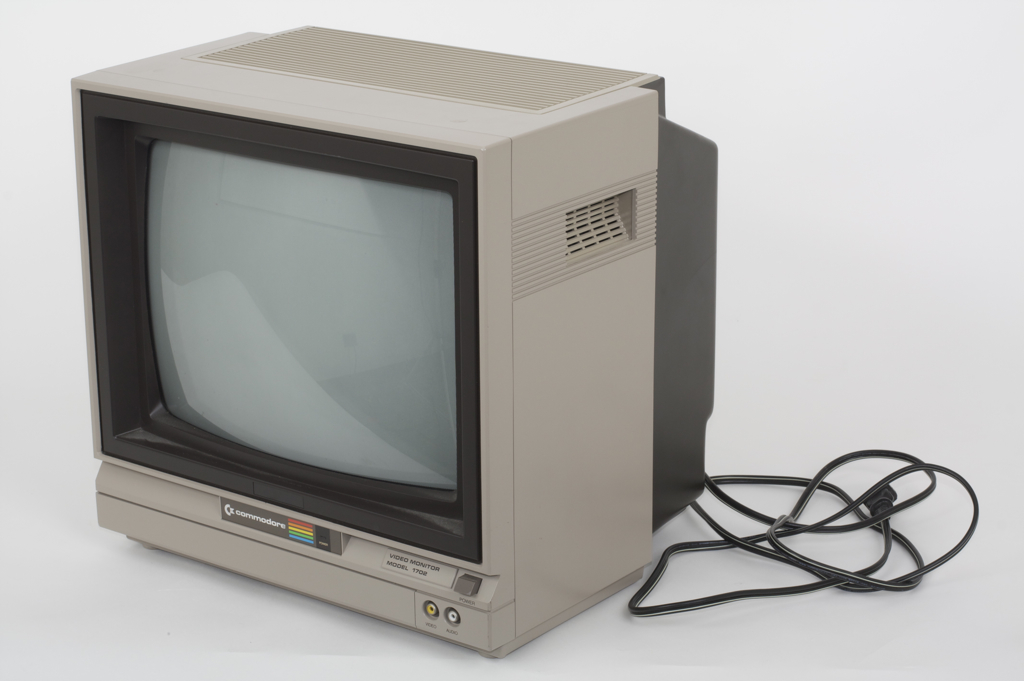
Commodore 1702 Video Monitor

Commodore verkaufte seine eigenen Druckermodelle MPS 801, -802, -803 und -1230 (hauptsächlich Seikosha-OEM, z. B. der baugleiche GP 500 VC). Diese Matrixdrucker können im Textmodus aufgrund technischer Limitierungen (Unihammer-Technik beim MPS 801/803) bzw. der Tatsache, dass nur 8 der 9 verfügbaren Nadeln angesteuert wurden (MPS 802), keine echten Unterlängen drucken. Für dieses Problem gab es aber einige Softwarelösungen im Angebot. Fremdhersteller produzierten einige spezielle Drucker für Commodore-Rechner, die wie ein Diskettenlaufwerk am seriellen Bus des C64 angeschlossen werden, z. B. der sehr beliebte Star LC10. Weit verbreitet waren zwei weitere Lösungen: Man konnte gängige Drucker mit Centronics-Schnittstelle über einen speziellen Konverter an den seriellen IEC-Bus des C64 anschließen und dann wie Commodore-Drucker ansteuern, oder man konnte sie mittels eines einfachen Kabels mit dem Userport verbinden, brauchte dann aber eine Software, die eine spezielle Unterstützung für diesen Anschlussmodus bot. In einigen Floppy-Schnellladern (z. B. SpeedDOS) waren solche Routinen bereits integriert. Es gab elektrische Schreibmaschinen, die von diesen Schnittstellen angesteuert und als Drucker verwendet werden konnten. Auf Treiberebene existieren zwei Standards, der MPS-801/803-Modus sowie der Epson FX-80-Modus (ESC-P) für Neun-Nadel-Drucker. Der Standard NEC-P6 wurde nur selten unterstützt, da die meisten NEC-P6-kompatiblen Drucker auch FX-80-kompatibel sind, wenngleich dann die Ausgabe lediglich mit neun Nadeln erfolgte. Die überwiegende Mehrheit der damaligen Drucker waren Nadeldrucker mit 7, 8, 9 oder 24 Nadeln, wobei 24-Nadel-Drucker aufgrund ihres hohen Preises eher selten waren und nur mit Spezialsoftware eingesetzt werden konnten. Im untersten Preissegment fanden sich einige Thermodrucker, die aber wegen ihres schlechten Druckbildes, dem notwendigen teuren Thermopapier und der schlechten Haltbarkeit des Drucks keine sehr weite Verbreitung fanden. Tintenstrahldrucker, Thermotransferdrucker und Laserdrucker waren zu dieser Zeit noch sehr teuer und somit selten bei Heimcomputeranwendern zu finden.

#### Fernseher/Monitor
Mithilfe des HF-Ausgangs konnte der C64 über die Antennenbuchse an jeden Fernseher angeschlossen werden, so dass kein zusätzlicher Monitor für den Betrieb des Rechners nötig war. Die Bildqualität war aufgrund der Umsetzung naturgemäß bescheiden.
Für den C64 und andere damalige 8-Bit-Heimcomputer gab es eine recht große Auswahl an Video-Monitoren. Hier sind vor allem der Commodore 1701 und der Philips CM8833, mit Auflösungen von 300×300 Pixeln, sowie die kompatiblen Monitore der Amiga-Baureihe zu nennen, die aufgrund ihrer feineren Lochmaske ein schärferes Bild lieferten.

#### Plotter
Weniger verbreitet war der Plotter Commodore VC-1520, ein einfacher Stiftplotter für Endlos-Rollenpapier. Die Papierrolle war ca. 10 cm breit. Das Gerät bot die Möglichkeit der einfachen Textausgabe in Rot, Grün, Blau und Schwarz. Außerdem konnten Zeichnungen in den gleichen Farben ausgegeben werden.

### DFÜ-Geräte

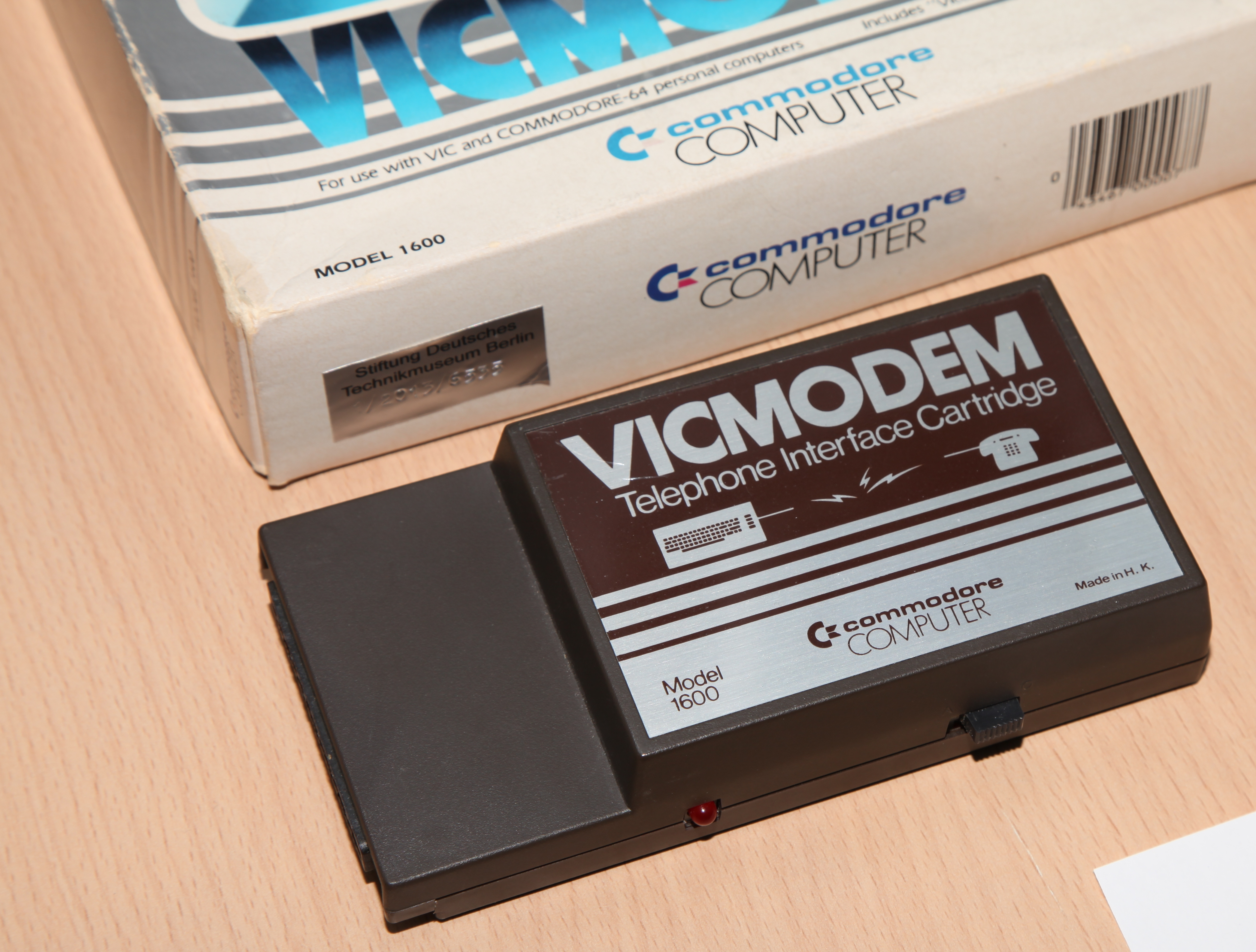
Commodore VICMODEM Modell 1600 für VC20 und C64

#### Akustikkoppler
Damals war der Betrieb von nicht durch die Deutsche Bundespost zertifizierten – und das waren die meisten – Modems am deutschen Telefonnetz illegal, so dass man anstelle dieser Modems sogenannte Akustikkoppler verwenden musste. Die Übertragung war damit allerdings sehr langsam, typischerweise 300 bis 1200 Bit/s und zudem sehr fehleranfällig, da Nebengeräusche oft zu Übertragungsfehlern führten.

#### Modems
Es gab spezielle C64-Modems, die an den Userport des C64 angeschlossen wurden, sowie andere, die mithilfe einer (gegebenenfalls am Expansionsport anzuschließenden) RS-232-Schnittstelle am C64 betrieben werden konnten.

#### Netzwerkkarten
2003 kam von individual Computers ein Netzwerkadapter für den C64 unter der Bezeichnung RR-Net auf den Markt. Für den Betrieb benötigt man allerdings das Retro Replay Cartridge oder das MMC64, welches ebenfalls von individual Computers herausgebracht wurde.

### Weitere Peripherie

#### EasyFlash

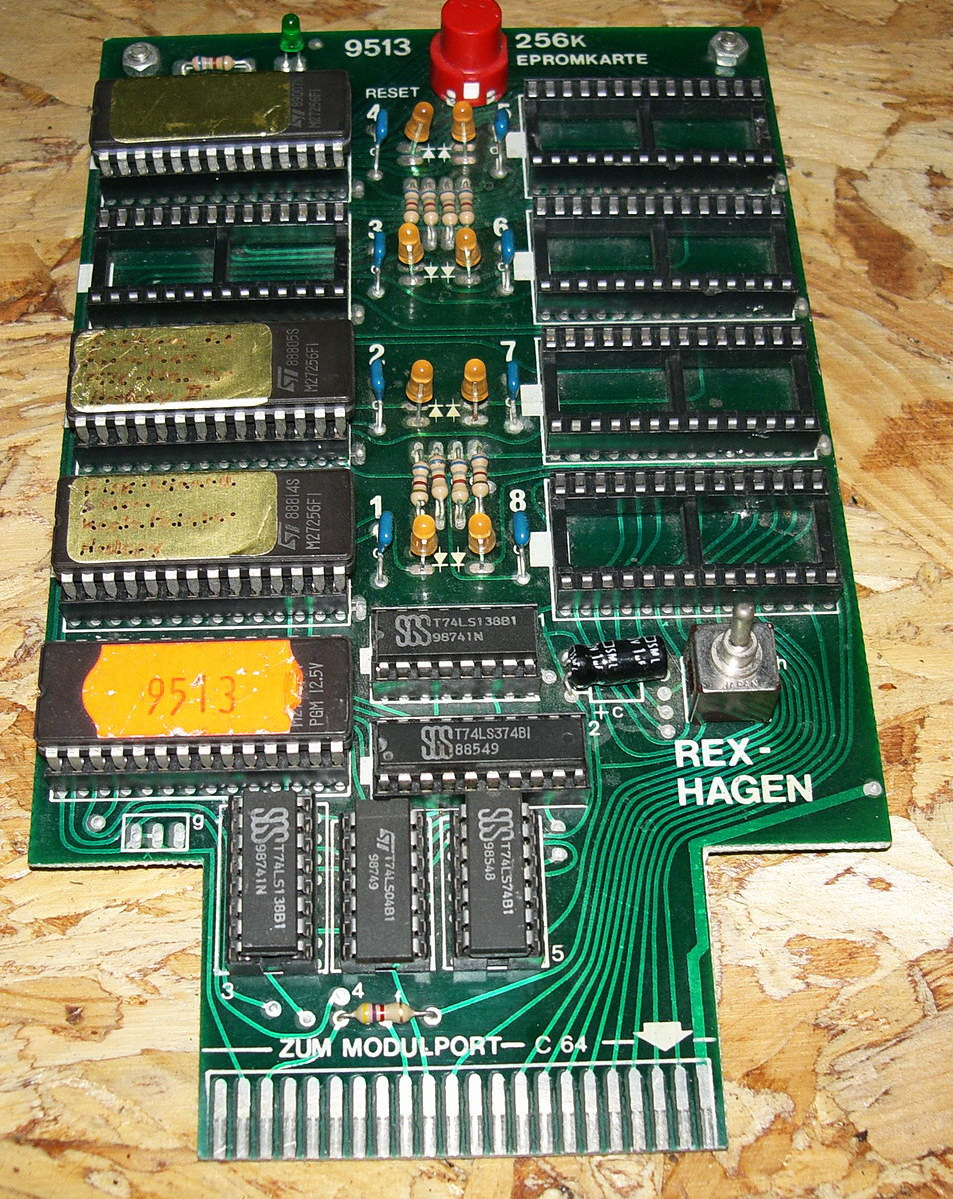
256-KB-EPROM-Karte für den C64

Ein auf Flashspeicher basierendes Modul, das viele ROM-basierende Module ersetzen kann. Die Grundidee war dabei, die „großen“ Ocean-Spielmodule ersetzbar zu machen, indem der Inhalt eines solchen Moduls in den Flashspeicher geschrieben wird und sich das EasyFlash dann wie ein Original-„Ocean-Modul“ verhält. In der Entwicklungsphase wurden dann noch weitere Modulformate implementiert, so dass ein EasyFlash fast alle Spielmodultypen korrekt emulieren kann. Das EasyFlash verfügt über einen 1 MB großen Flashspeicher, der mittels des C64 und Diskettenlaufwerk oder größere Massenspeicher beschrieben wird. Daraufhin wurde Software (EasyLoader) entwickelt, die es ermöglicht, beliebige Programme oder auch Modulkopien für den C64 auf den Flashspeicher zu schreiben und über ein Startmenü auszuwählen. In Betrachtung dieser Möglichkeiten wurden mittlerweile viele Spieletitel auf das EasyFlash umgesetzt, so dass die Diskettenladezeiten entfallen und sogar die Möglichkeit gegeben ist, die Spielstände auf dem EasyFlash zu speichern. Die Umsetzung von „Prince of Persia“ für den C64 basiert auf dem Easyflash.

#### EPROM-Karten
Diese Karten erlaubten den direkten Zugriff auf ein oder mehrere EPROMs zum Aufruf fest gespeicherter Programme und waren meist elektronisch umschaltbar.

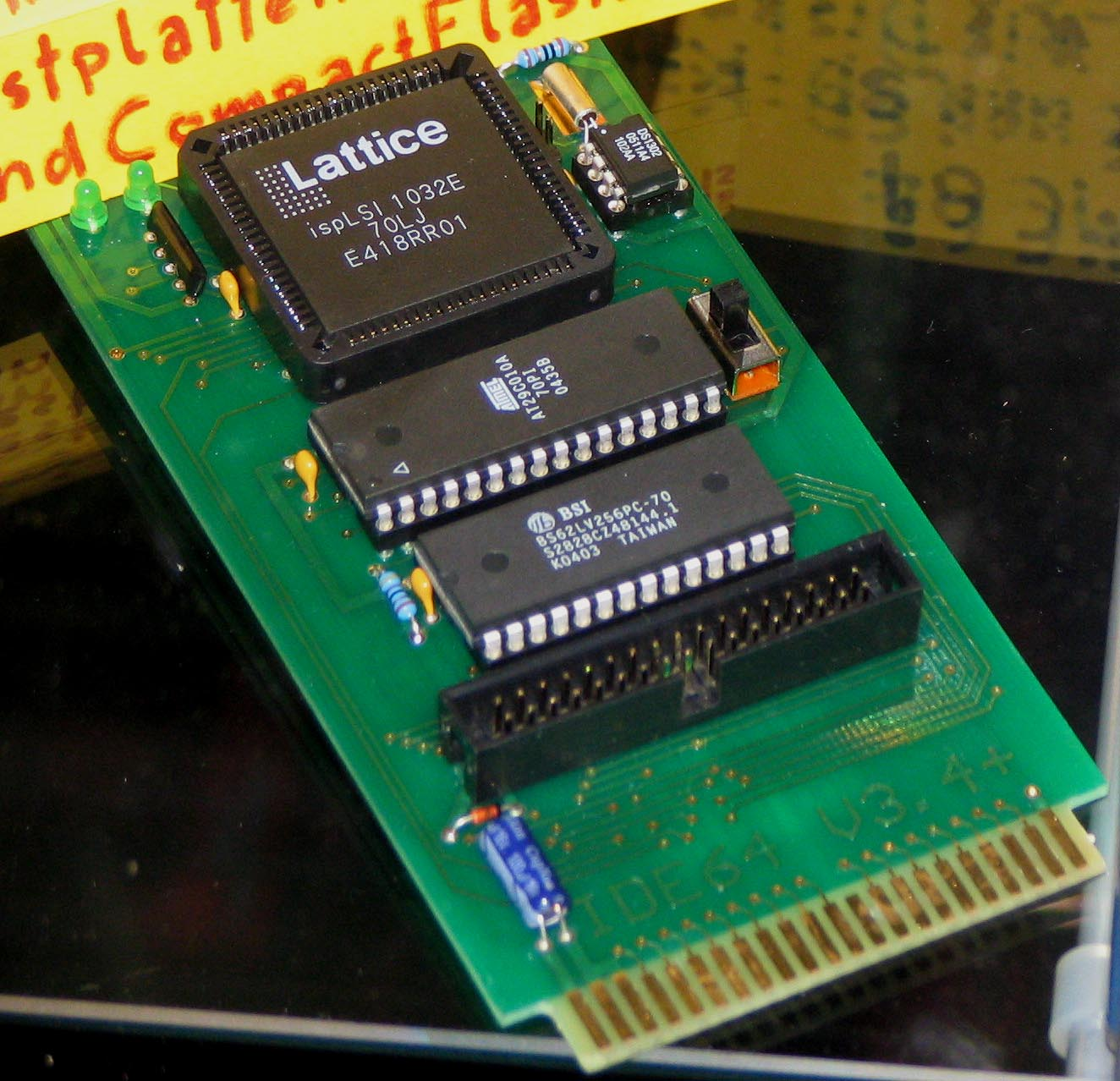
Erweiterungskarte für IDE-Laufwerke, CD-ROMs und CompactFlash-Karten für den C64.

#### Massenspeicher
In den 1990er-Jahren entwickelte die Firma CMD neue Diskettenlaufwerke mit einer Speicherkapazität von bis zu 2880 KB. In den späten 1990er-Jahren entwickelten technisch versierte Bastler eine IDE-Schnittstelle. Sowohl an der IDE-Schnittstelle als auch an der SCSI-Festplatte lassen sich weitere Geräte wie CD-ROM-Laufwerke oder Compact-Flash-Karten betreiben. Die beiden Laufwerke CBM D9060 und CBM D9090 waren die einzigen IEEE-488 Festplatten, welche von Commodore für die PET und CBM 8-Bit Computer hergestellt wurden.

#### MMC64
Das MMC64 ist ein Steckmodul für den C64, das es ermöglicht, mit dem C64 MMC- und SD-Speicherkarten zu lesen und zu beschreiben. Programme können direkt von der Speicherkarte geladen und ausgeführt werden. Jedoch können Programme nicht vom Speicher des C64 auf die SD-Karte (oder MM-Karte) geschrieben werden. Damit kann für Selbstprogrammierer die MMC64 die Commodore Floppy 1541 als Speichermedium nicht ersetzen. Laden und danach Speichern funktioniert nur mit einer alten 1541. Das MMC64 ist daher eher für die Ausführung (Wiedergabe) von fertigen Spielen (oder auch eigenen Programmen) gedacht. Das Laden eines solchen Spiels wird in wenigen (Milli-)Sekunden bewerkstelligt. Darüber hinaus existieren zahlreiche Plugins, die es beispielsweise ermöglichen, sogenannte Diskettenimages von Disketten zu erzeugen oder diese auf Diskette zu schreiben (immer nur als ganze Image-Dateien).

#### MP3@64
Das MP3@64 ist ein MP3-Modul für das MMC64.

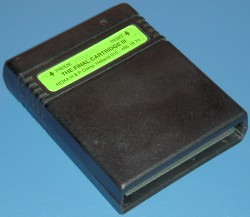
Multifunktionscartridge The Final Cartridge 3, das über den Expansion Port angeschlossen wurde

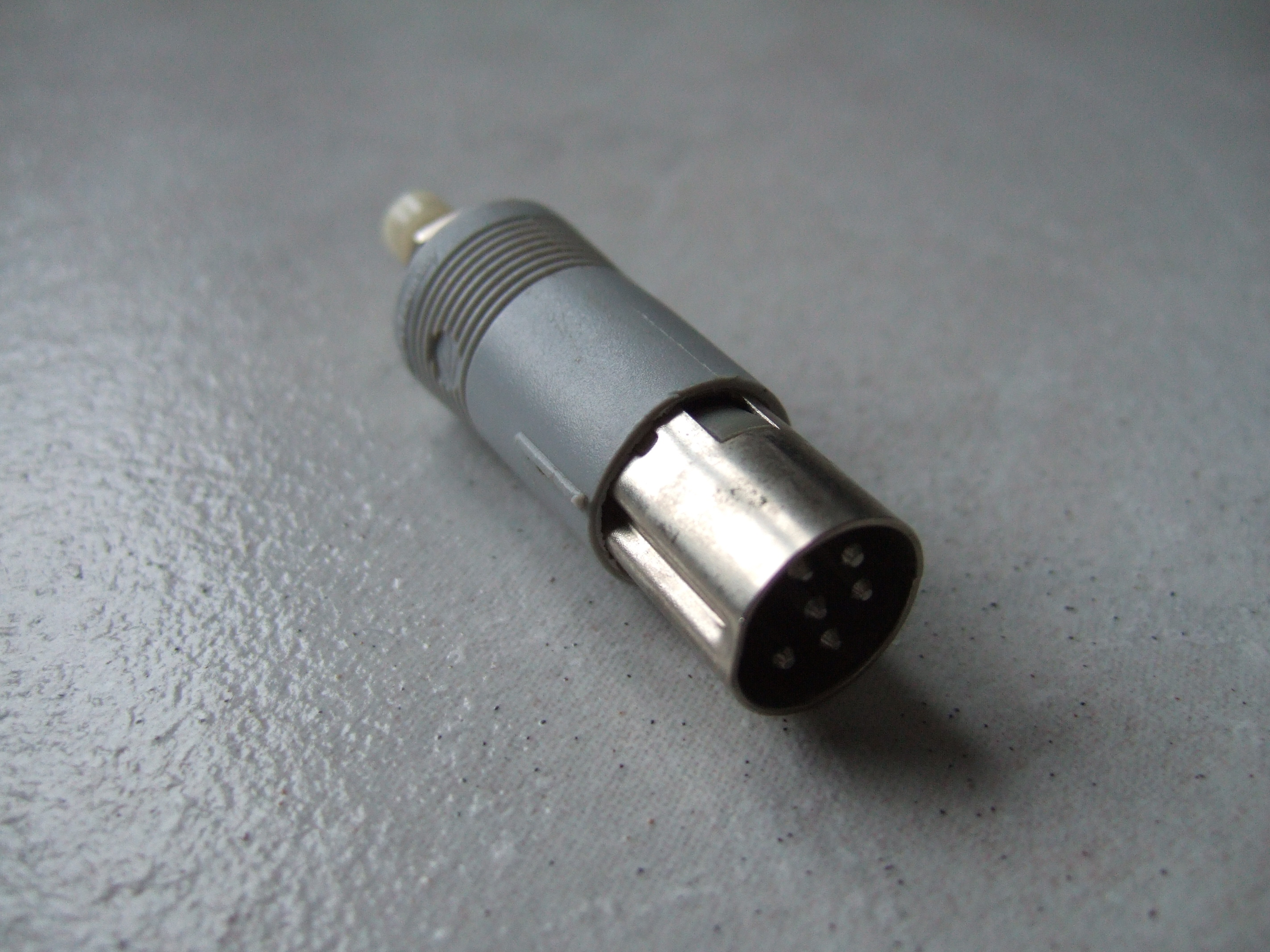
Reset-Taster zum Nachrüsten für den C64. Wobei dieser hier bei der Platinenversion ASSY250469 nur noch einen Reset für die am IEC-Port angeschlossenen Laufwerke und Drucker auslöst, jedoch nicht wie bei älteren Platinen noch für den gesamten Heimcomputer

#### Multifunktionscartridges
Sie waren sehr verbreitet. Das hat vor allem mit der geringen Ladegeschwindigkeit der 1541 zu tun, die sich per Software auf die 10- bis 20-fache Geschwindigkeit steigern ließ. Den Anfang machten einfache Schnelllader-Cartridges, schnell kamen weitere Funktionen dazu, so dass am Ende Cartridges wie The Final Cartridge 3, Hypra Load II oder Action Replay mit einer großen Anzahl von Funktionen aufwarteten. Neben dem Schnelllader sind meist noch diverse BASIC-Erweiterungen, Funktionstastenbelegungen, Freezerfunktionen, Druckfunktionen, Maschinensprachemonitor und einiges mehr vorhanden. Auch heute wird noch ein solches Cartridge hergestellt und verkauft: das MMC Replay. Es ist wie sein (mittlerweile eingestellter) Vorgänger Retro Replay Cartridge weitgehend Action-Replay-kompatibel und um Fehler bereinigt. Das Modul verwendet höher integrierte und modernere Bauteile und bietet mehr Speicher, mehr Funktionen und hat die Möglichkeit des ROM-Updates, zusätzlich wurde die Funktionalität des (ebenfalls eingestellten) MMC64 integriert.

#### Relais-Karten
Um den C64 zum Steuern von elektronischer Hardware zu benutzen, existierten diverse Relais-Karten. Diese wurden meist an den Userport angeschlossen und erlaubten so die Ansteuerung von acht Relais.

#### Reset-Taste
Ein Steckmodul, das es ermöglichte, durch Drücken eines Tasters den C64 zurückzusetzen (‚reset‘). Die überwiegende Anzahl der in Maschinencode geschriebenen Programme konnte nur verlassen werden, indem der Computer aus- und wieder eingeschaltet wurde. Genauso musste bei Abstürzen vorgegangen werden, nur selten funktionierte das eigentlich hierfür vorgesehene gleichzeitige Drücken der Tasten RUN / STOP und RESTORE. Die übermäßige Benutzung des Ein- und Ausschalters war nicht nur lästig, sondern konnte auch zu Defekten führen.

#### Schachcomputer
Es gab eine Steckkarte für den C64, The Final Chesscard, die einen vollständigen Computer mit einer Schachspielsoftware (Schachcomputer) enthielt, der C64 übernahm dabei die Darstellung des Spiels und die Eingabe der Züge.

#### Speichererweiterungen
Es kam vor, dass für bestimmte Anwendungen die 64 KB Hauptspeicher des C64 nicht ausreichend waren, so dass zahlreiche Speichererweiterungen hergestellt wurden, die meistens an den Expansionsport angeschlossen wurden. Von Commodore selbst vertrieben wurde die REU (RAM Expansion Unit CBM1700, CBM1764 und CBM1750). Alle Speichererweiterungen für den C64 konnten nur von Software ausgenutzt werden, die speziell darauf ausgelegt war; das schloss vor allem die meisten Spiele aus. Weitere, meist nur von GEOS oder wenigen Spezialanwendungen (z. B. Pagefox) unterstützte Speichererweiterungen spielten nur eine untergeordnete Rolle.

#### Teleclubdecoder
Als Bausatz wurden sogenannte Teleclubdecoder vertrieben. Damit konnte die recht einfache Verschlüsselung des Pay-TV-Senders Teleclub aufgehoben werden.

#### Turbokarten/Prozessorkarten
Es gab einige wenige Versuche, dem C64 mit Hilfe eines schnelleren Prozessors zu mehr Leistung zu verhelfen. Als erstes kam die Erweiterung Turbo Process von Roßmöller auf den Markt, die einen 65C02-Prozessor mit 4 MHz hatte. Der direkte Nachfolger dieser Karte war die Flash 8, mit einer 8 MHz schnellen 65816-CPU. Beide Karten sind teilweise inkompatibel zu existierender Software und überdies im Betrieb sehr instabil, so dass sie lediglich ein Nischendasein fristeten. Erst die SuperCPU, einer Beschleunigerkarte basierend auf einem mit 20 MHz getakteten 65816-Prozessor, war ein gewisser Erfolg beschieden. Eine Prozessorkarte mit einem Z80, die den C64 zu einem CP/M-Computer werden ließ, wurde bei der Markteinführung des C64 stark propagiert, erreichte aber wegen der sehr geringen CPU-Geschwindigkeit und der schlechten Kompatibilität zu anderen CP/M-Rechnern keine große Verbreitung. Insbesondere verlangten fast alle kommerziellen CP/M-Programme eine Zeilenlänge von 80 Zeichen, was der C64 von Haus aus nicht bieten konnte.

#### Videotext
Es gab Erweiterungen, mit deren Hilfe der C64 die Videotexttafeln der Fernsehsender auslesen konnte.

## Produzierte Varianten
Intern gab es 16 verschiedene Versionen des C64-Mainboards.

Varianten des C64
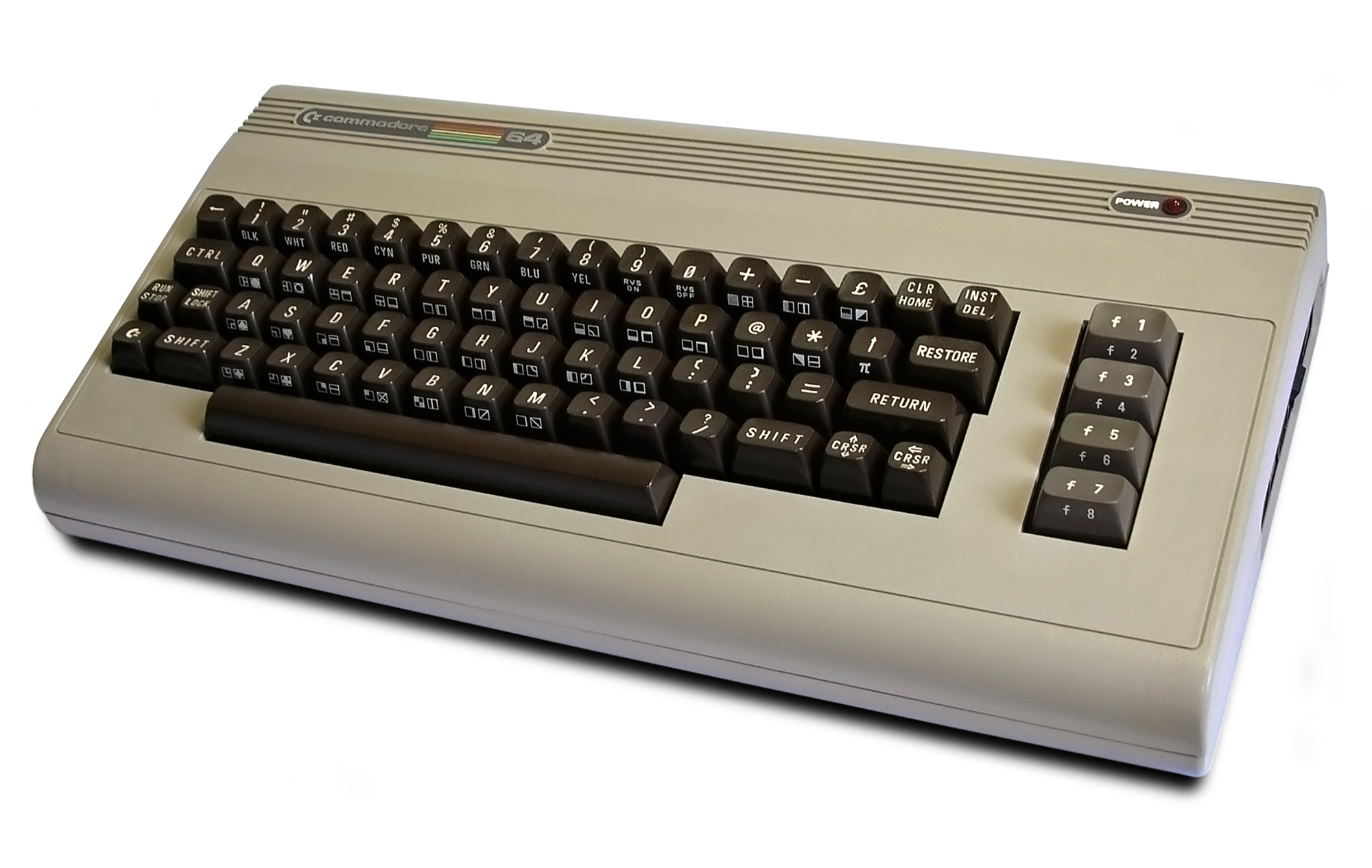
Commodore 64, erste Version mit schwarzen Tasten
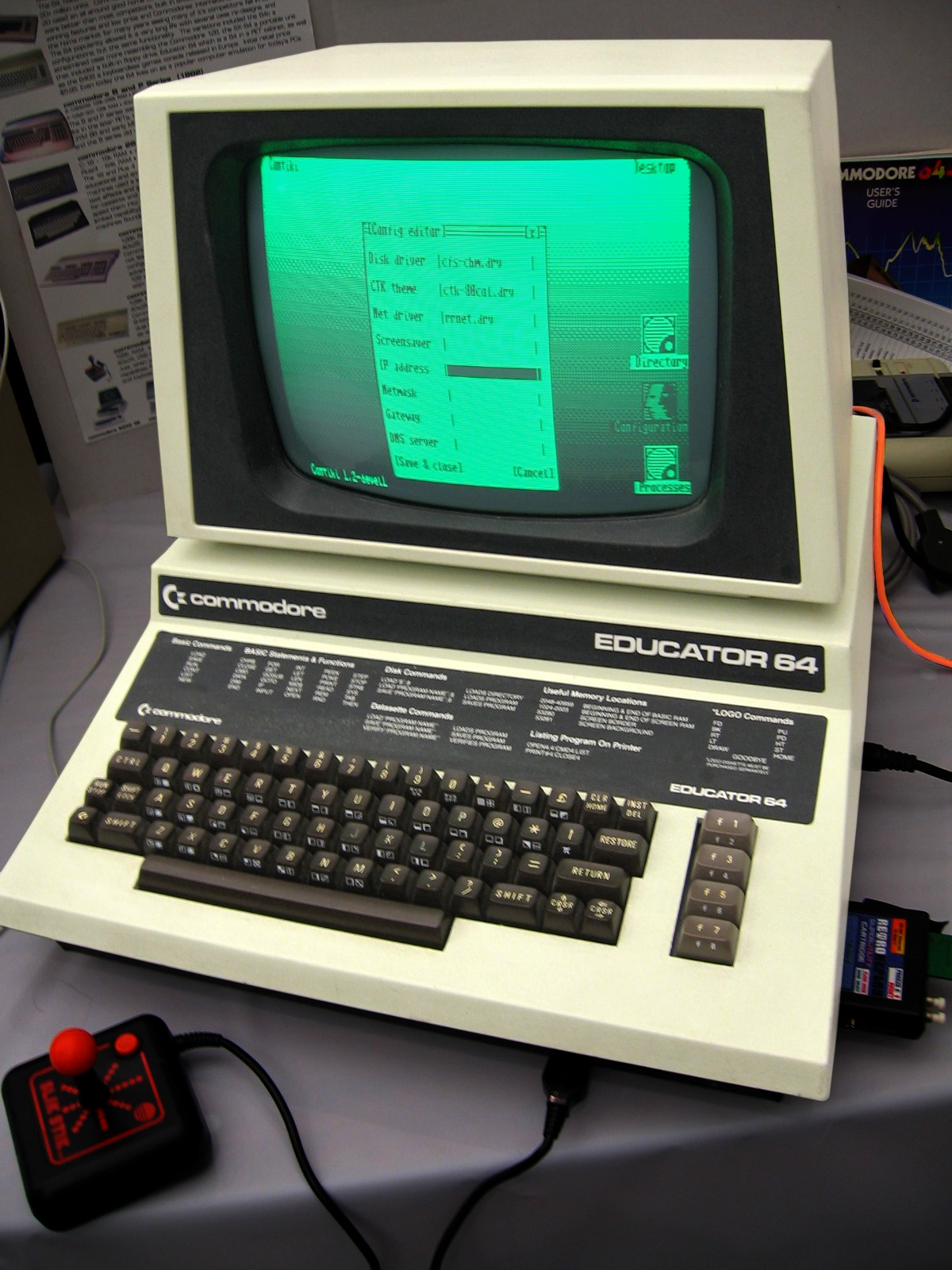
Educator 64
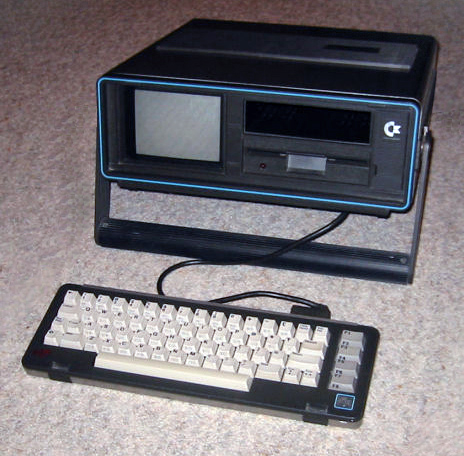
Commodore SX-64
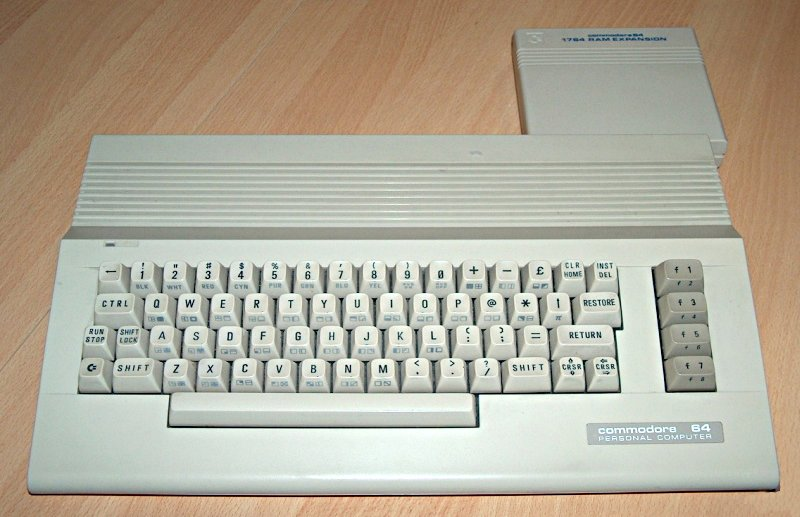
C64C mit RAM Expansion Unit
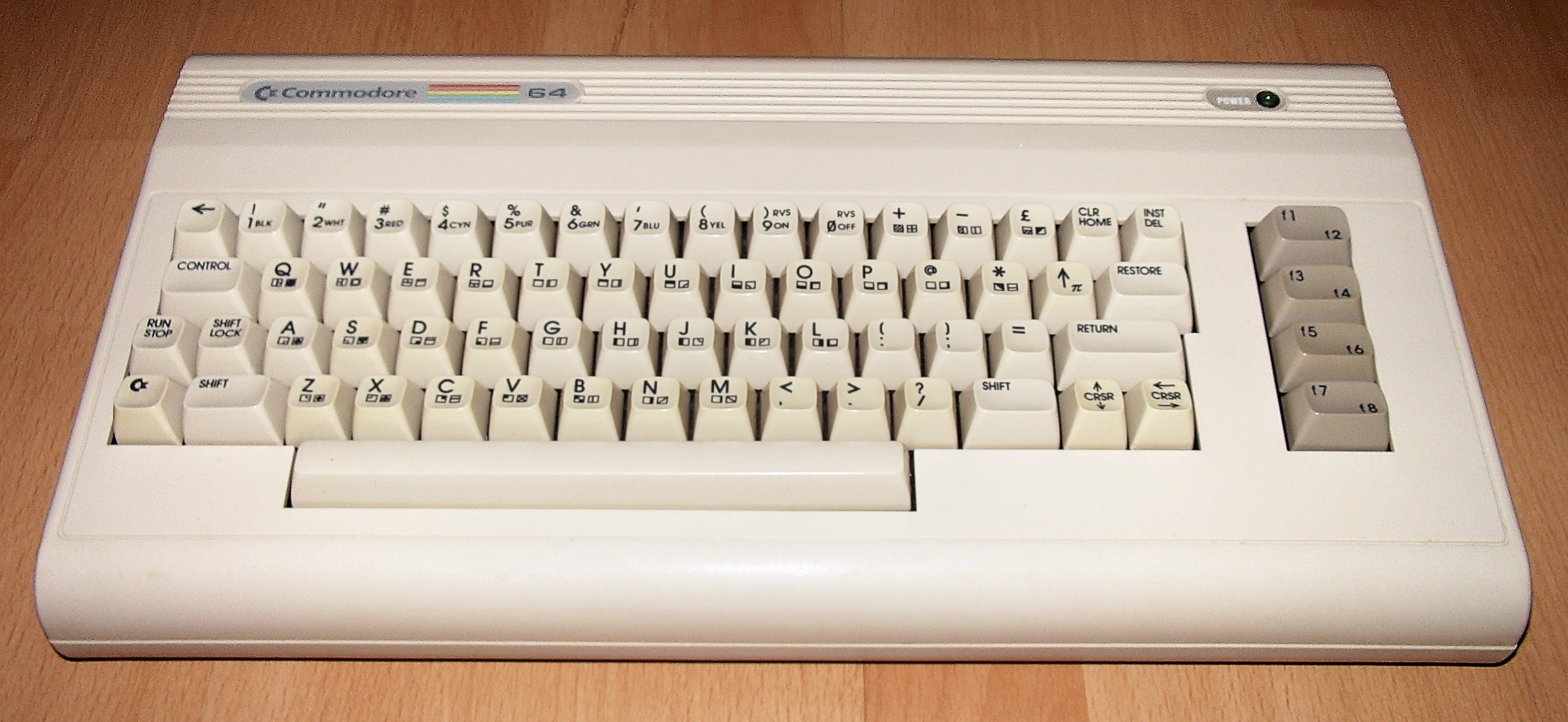
C64G
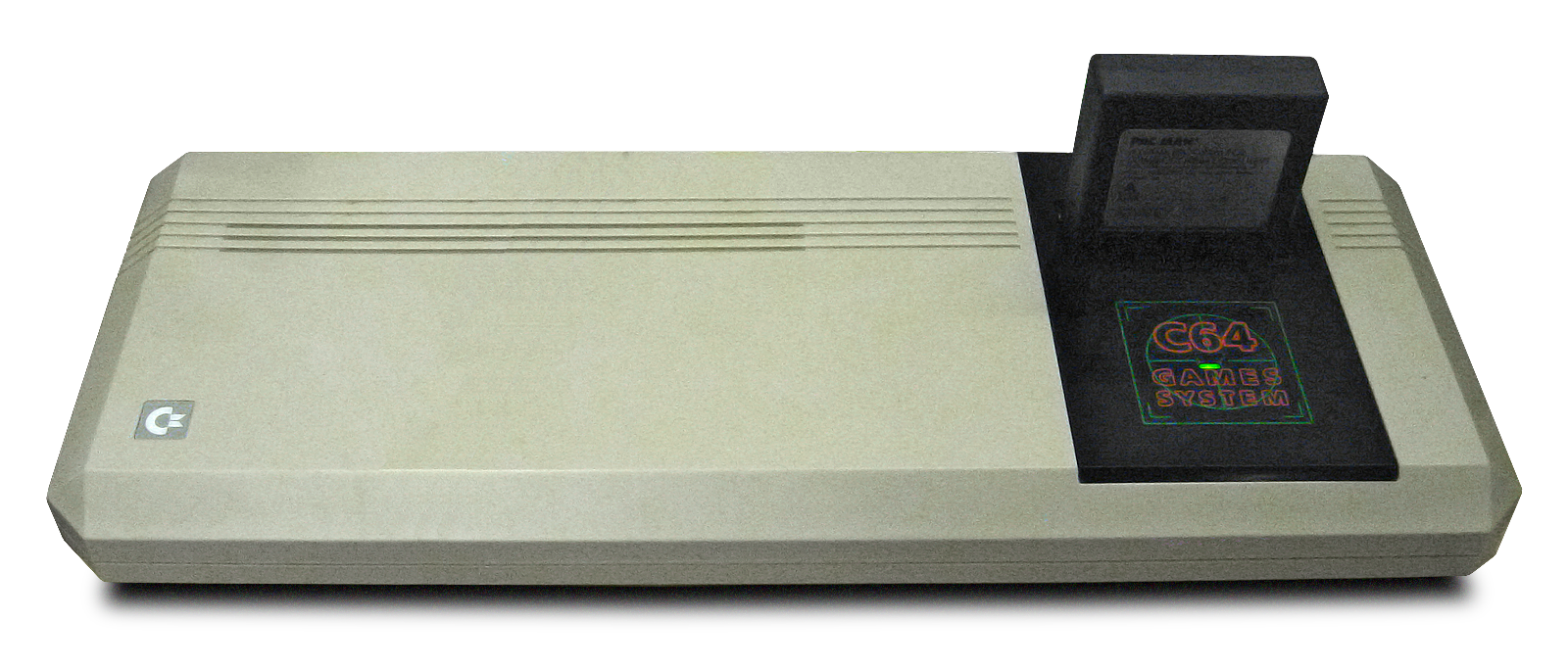
C64GS
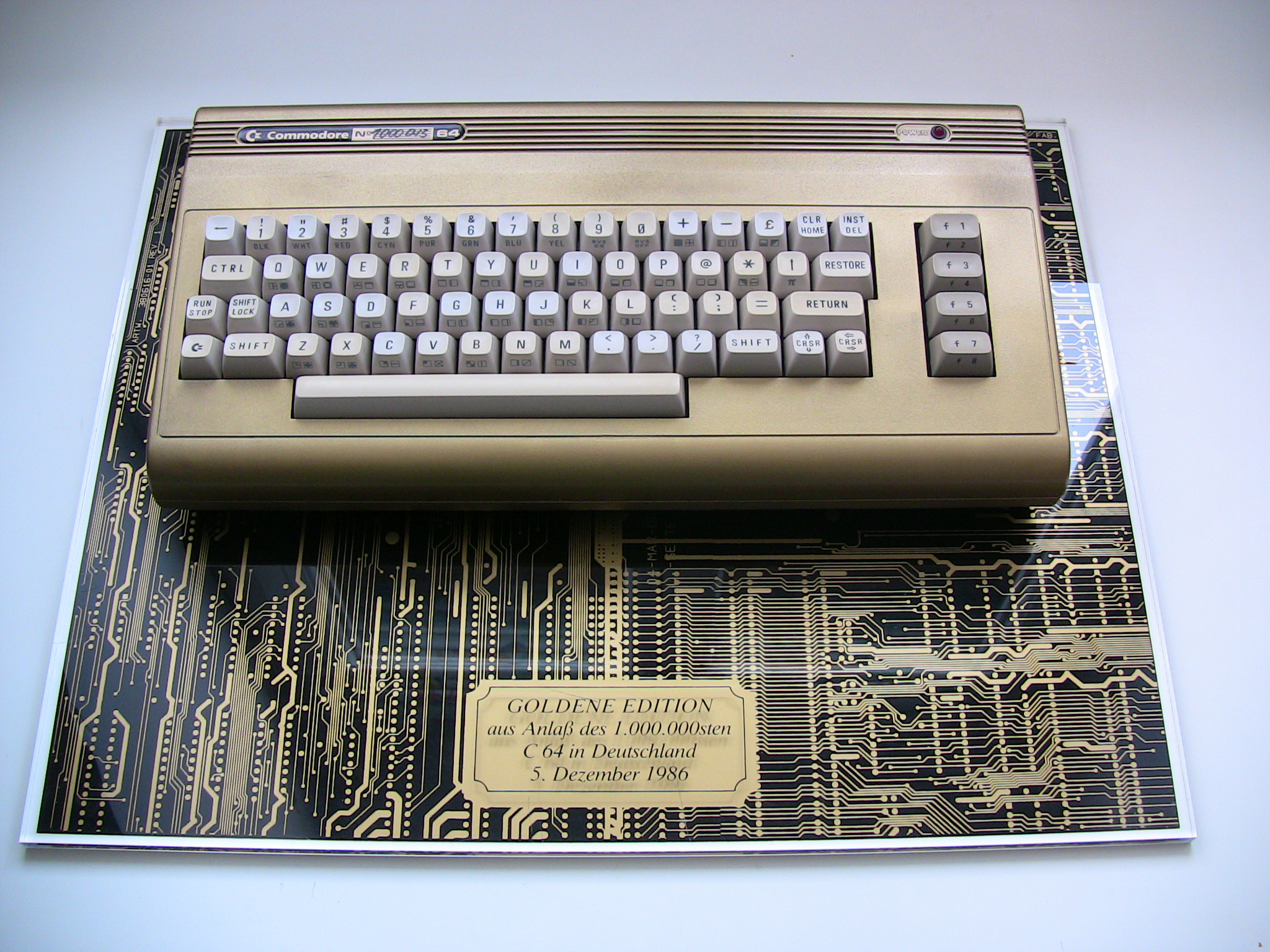
C64 Gold Edition

### C64 (1982)
Der C64 wurde anfangs in einer beigefarbenen „Brotkasten“-Gehäuseform, zunächst mit orangefarbenen, dann mit dunkelbraunen Funktionstasten produziert. Urversionen mit den orangen Funktionstasten und dem silbernen Commodore-Typenschild gehören zu den Raritäten. Ein Großteil der deutschen Produktion wurde im Commodore-Werk in Braunschweig montiert.

### Educator 64 (1982)
Der Educator 64 ist eine spezielle Version des C64 im PET-Gehäuse, er war vor allem für Schulen gedacht. Das Modell ist auch als „4064“ oder „PET 64“ bekannt. Diese Version konnte sehr preisgünstig angeboten werden, da instand gesetzte Hardware von reklamierten C64 verwendet wurde.

### SX-64/DX-64 (1983/1984)
Der SX-64/DX-64 ist eine tragbare Version des C64 mit einem (SX-64) oder zwei (DX-64) eingebauten 1541-kompatiblen Diskettenlaufwerken und eingebautem 5-Zoll-Farbmonitor. Der Rechner war nicht hundertprozentig kompatibel, man konnte aber C64-ROMs anstelle der leicht geänderten SX-64-ROMs einsetzen. Aufgrund niedriger Absatzzahlen wurden jedoch nur wenige Geräte hergestellt: Vom SX-64 etwa 49000 Stück, vom DX-64 sind nur Prototypen bekannt.

### C64 Gold (1986)
Die „Gold Edition“ des C64 besaß ein goldfarbenes Brotkasten-Gehäuse und war auf einer Acryl-Platte mit einem Emblem montiert. Anlass war der einmillionste verkaufte C64 in Deutschland. Produziert wurde die Kleinserie 1986 in sehr geringer Stückzahl von etwa 400 Stück, andere Quellen geben 1.000 Stück an. Bei einer Feier am 5. Dezember 1986 im Münchner BMW-Museum wurde dieser C64 an wichtige Personen innerhalb des Unternehmens sowie Journalisten und Händler vergeben, die maßgeblich zum Erfolg des C64 beigetragen hatten. Die speziell in Braunschweig gefertigte „Gold Edition“ wurde damals von Hand ab Nummer 1.000.000 beschriftet. Dieses Gerät ist sehr selten und ein begehrtes Sammlerstück.

### C64C (1986)
Das Modell C64C hat ein neues, flacheres Gehäuse, das dem Gehäuse des C64-Nachfolgers C128 nachempfunden ist, und trägt die Aufschrift „Personal Computer“. Zudem ist es mit leicht überarbeiteter, kostenreduzierter Hardware ausgestattet – die Hauptplatine ist kleiner. In Deutschland wird der C64C oft als „C64-II“ bezeichnet.

### C64G (1987)
Der C64G besitzt wieder die alte Gehäuseform („Brotkasten“), diesmal grau/beige mit heller Tastatur und kostenreduzierter Hauptplatine. Die Grafikzeichen der Tastatur sind auf der Oberseite statt auf der Stirnseite der Tasten abgebildet. Das G in der Bezeichnung steht für Germany, da in Deutschland die Brotkastenform sehr beliebt war und man dem Wunsch der Kunden mit diesem Modell nachkommen wollte.

### Aldi-C64 (1988)
Der Aldi-C64 ist dem C64G ähnlich. Er war nur in Deutschland erhältlich und der Vertrieb erfolgte über Discounter (zum Beispiel die Aldi-Gruppe). Durch das Wegfallen des 12-V-Spannungsreglers bei den 250469-Boards wurde in der Zeitschrift 64er fälschlicherweise geschrieben, der neue SID 8580 würde ausschließlich 5 Volt Gleichspannung benötigen. Die 9 Volt Wechselspannung würde daher nicht mehr benötigt und am Userport fehlen. Diese Angaben waren falsch. Der neue SID 8580 benötigte zusätzlich zu den 5 Volt Gleichspannung auch 9 Volt Gleichspannung, die aus den 9 Volt Wechselspannung erzeugt wurde. Auch für das Taktsignal (50 Hz) der beiden CIA-Echtzeituhren und für die Motoransteuerung der Datasette wurde die 9 Volt Wechselspannung benötigt. Die neuen flacheren Gehäuse und hochintegrierten Platinen waren bei Bastlern unbeliebt, da sie mit internen Erweiterungen von Fremdherstellern nicht mehr kompatibel waren.

### C64GS (1990)
Der Commodore 64 GS (GS = Games System) ist ein 1990 als Spielkonsole herausgebrachter C64. Es war der Versuch, die Marke Commodore auch auf den Konsolen-Markt zu etablieren. Es besaß keine Tastatur und keinen Anschluss für Datasette und Diskettenlaufwerke. Spiele konnten nur über Module geladen werden. Der Modulschacht befand sich auf der Oberseite des Gerätes. Der C64 GS war genauso teuer wie ein vollwertiger C64, weswegen der C64 GS floppte. Offiziell wurde das Modell C64GS nur in England vertrieben.

## Vorgänger und Nachfolger

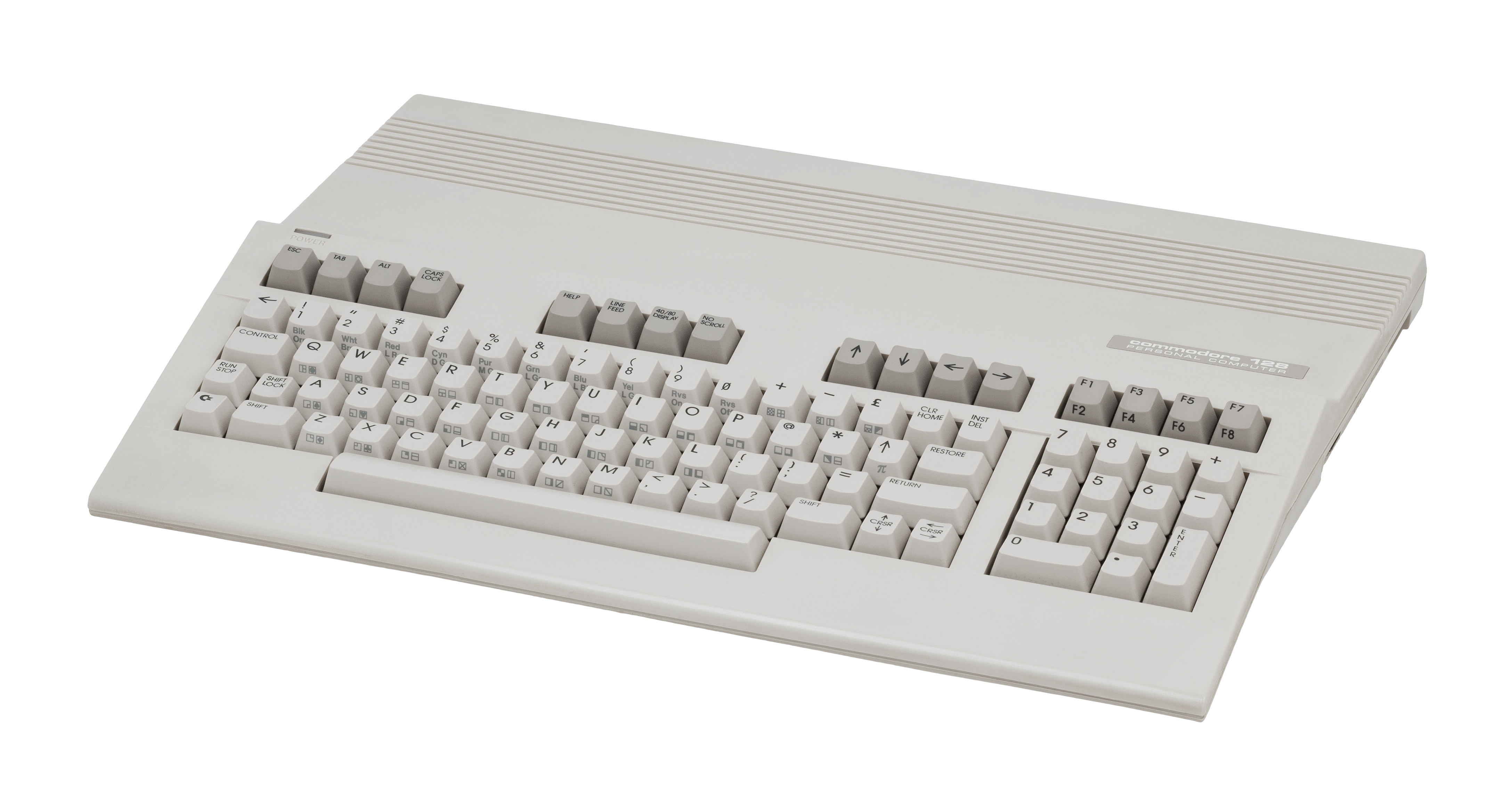
Als Tastaturcomputer ausgeführtes Nachfolgemodell Commodore 128 (1985)

Der Vorgänger des C64 war der 1981 zur Marktreife gebrachte, farbfähige VC 20, von dem erstmals in der Geschichte der Mikrocomputer über eine Million Exemplare verkauft wurden. Als offizieller Nachfolger des C64 wurde 1985 der Commodore 128 auf den Markt gebracht, welcher neben dem eigenen C128-Modus über einen C64- sowie einen CP/M-Modus verfügte. Die Produktion des Nachfolgemodells wurde jedoch wegen nicht zufriedenstellender Verkaufszahlen und hoher Produktionskosten schon 1989 und damit fünf Jahre vor dem Produktionsende des C64 eingestellt.
Die ab 1984 gefertigten Modelle der Commodore-264-Serie, der C16, C116 und Plus/4, konnten sich aufgrund ihrer Inkompatibilität zum beliebten C64 sowie bestimmter technischer Defizite auf dem Markt ebenfalls nicht durchsetzen. Noch im selben Jahr erfolgte die Produktionseinstellung und verbliebene Geräte wurden für Schleuderpreise verkauft. Als späten Nachfolger des C64 entwickelte Commodore den Commodore 65, der jedoch nie in Serie produziert wurde, da man dem sehr erfolgreichen Amiga 500 mit dem C65 keine Konkurrenz machen wollte.
Die als Tastaturcomputer ausgeführten Einsteigermodelle der von Commodore hergestellten Amiga-Reihe, insbesondere der Amiga 500, erfreuten sich Ende der 1980er-Jahre einer ähnlichen Beliebtheit als leistungsfähige Spielecomputer wie der C64, die jedoch den C64 nie vom Markt verdrängen konnten. Technisch war der Amiga dem C64 überlegen, er besaß allerdings auch eine vollkommen abweichende und modernere Hardware.
Commodore International musste am 29. April 1994 Insolvenz anmelden. Mit dem Hersteller Commodore verschwand auch der letzte Heimcomputer C64 vom Markt, dessen Produktionseinstellung eigentlich erst für 1995 vorgesehen war.

## Nachbauten und Weiterentwicklungen
Während der 8-Bit-Ära gab es vom C64, anders als bei vielen Konkurrenzmodellen, keine legalen oder illegalen Nachbauten durch andere Firmen. Die vielen speziellen Chips im C64, die nur von Commodore selbst beziehungsweise von deren Tochter MOS Technology hergestellt und die nicht an potenzielle Nachbauer verkauft wurden, verhinderten dies.

### Web.it

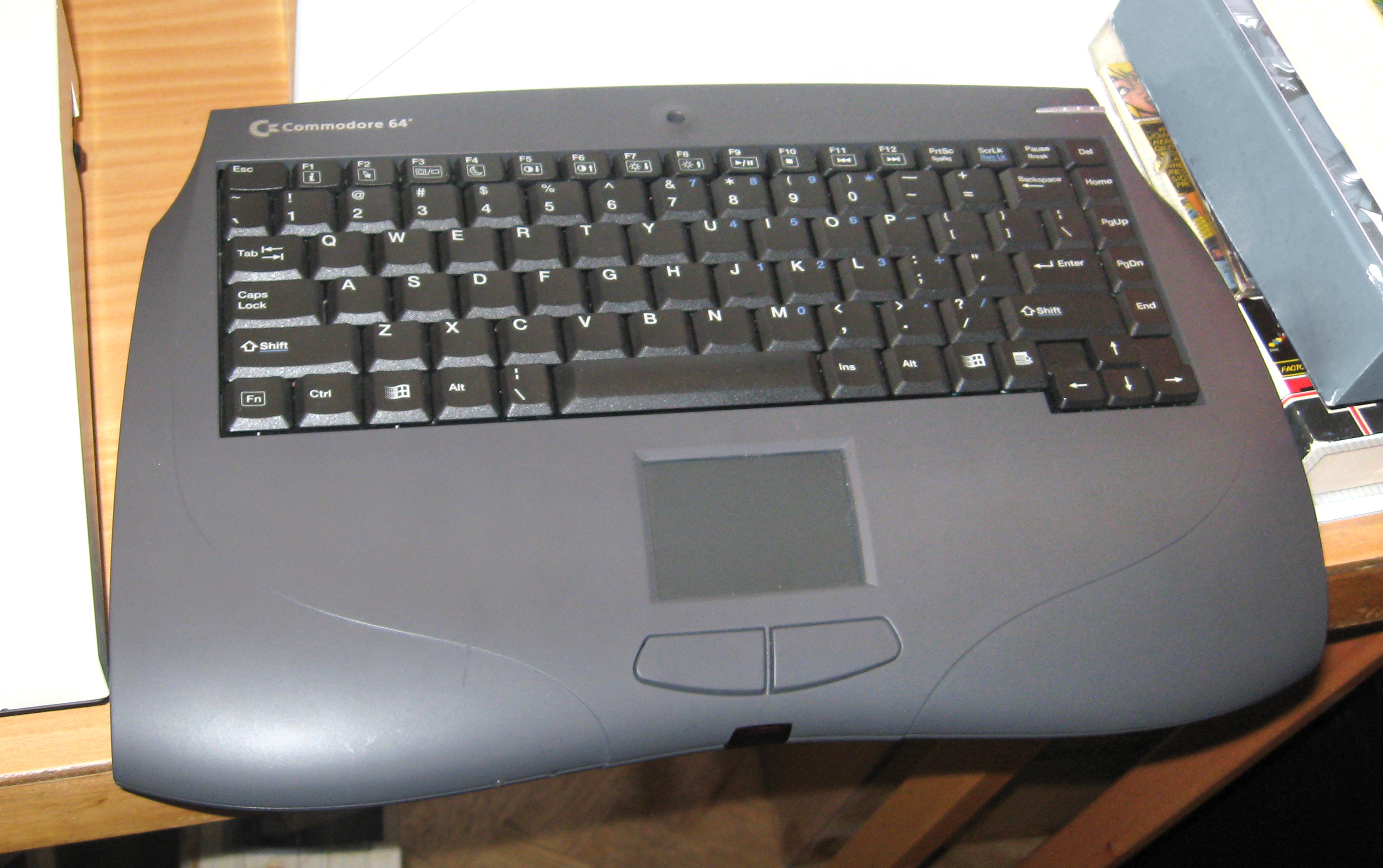
Web.it

Im Jahre 1998 erschien von der belgischen Firma Web Computers International der Web.it, ein PC-kompatibler Rechner mit Microsoft Windows 3.1 und vorinstalliertem C64-Emulator. Herz war ein AMD-Mikroprozessor (AMD Élan SC400), ein SoC auf Am486-Basis (66 MHz), dazu kamen 32 MiByte RAM, 32 MiByte ROM. Der Web.it war zudem mit einem Webbrowser (Netscape Navigator), einem Textverarbeitungsprogramm (Lotus AmiPro) und einer Tabellenkalkulation (Lotus 1-2-3) ausgestattet. Wie beim Original-C64 befand sich der gesamte Rechner im selben Gehäuse wie die Tastatur. Die Produktion des erfolglosen Modells wurde relativ schnell wieder eingestellt. Das mag unter anderem damit zusammengehangen haben, dass das Gerät nicht annähernd die notwendige Prozessorgeschwindigkeit aufwies, um einen C64 in Echtzeit zu emulieren.

### C-One
Jeri Ellsworth und Individual Computers entwickelten den C-One oder auch Commodore One als Nachbau des C64 und bildeten die Hardware mittels FPGAs nach. Erste Platinen wurden 2003 ausgeliefert.

### C64 Stick/C64 DTV
Ende 2004 brachte die englische Firma The Toy:Lobster Company den C64 Stick – auch als C64 DTV (Direct To TV) bekannt – heraus, der auch in Deutschland erschien. Der Entwurf stammt ebenfalls von Jeri Ellsworth, es handelt sich im Wesentlichen um einen auf das Notwendigste reduzierten C-One. Es ist ein C64-Nachbau in Form des Joysticks Competition Pro mit 30 eingebauten Spielen (darunter Summer Games, California Games sowie Pitstop, Super Cycle und Uridium). Der Anschluss erfolgt direkt an das Fernsehgerät. Begabte im Löten und technisch Bewanderte können den Joystick um weitere Joystickports sowie um PS/2-Port für Tastatur, IEC-Port für Drucker und Diskettenlaufwerke sowie Buchse für Stromanschluss erweitern. Es existieren NTSC- (seit 12/2004) und PAL-Versionen (seit 8/2005).

### Commodore 64x
Im August 2010 veröffentlichte Commodore USA die Nachricht, die weltweiten Lizenzrechte für bisherige Commodore-Marken erworben zu haben, insbesondere für den C64 und den Amiga-Computer. Im Dezember 2010 wurde ein Commodore 64 genanntes PC-System im originalgetreuen Retro-Gehäuse angekündigt. Basis ist ein Mainboard mit einem Intel Atom D525 DualCore-Chip, nVidia ION2 Grafik, USB-Ports, Kartenleser sowie optional DVD- oder BluRay-Laufwerk. Der Rechner wurde mit dem Betriebssystem Ubuntu Version 10.10 ausgeliefert. Später erhielt es mit Commodore OS ein eigenes Betriebssystem und einen integrierten C64-Emulator.

### Chameleon 64
Der Chameleon 64 ist ein von Individual Computers entwickeltes Modul, das 2013 erschien. Es enthält unter anderem einen VGA-Port, PS/2-Anschlüsse für Maus und Tastatur und einen Slot für SD-Karten. Grundsätzlich stehen zwei Betriebsmodi zur Verfügung:
- am Expansions-Port des C64 oder SX-64 angesteckt
- autark mit einer optionalen Docking-Station, die den Anschluss von C64-Tastaturen und bis zu vier Joysticks erlaubt.

Wird das Modul am C64 betrieben, so bietet es eine VGA-Ausgabe, VC-1541-kompatible Floppy-Emulation von zwei Diskettenlaufwerken, die Emulation von REU, GeoRAM und diverser Anwendungs- und Spielmodule. Im autarken Betrieb stehen zusätzlich die Funktionen eines mittels FPGA umgesetzten C64 zur Verfügung. Das Modul bietet zusätzlich einen Uhrenport zum Anschluss einer Netzwerkkarte vom Typ RR-Net Mk2 oder Mk3, die im Modulgehäuse untergebracht werden kann.

### C64 reloaded
Erstes Modell
Am 1. April 2014 kündigte Individual Computers an, neue C64-Mainboards unter dem Namen C64 reloaded zu produzieren. Der Platinenentwurf folgte größtenteils dem Originalschaltplan mit der Commodore-Nummer 250466. Jedoch gibt es auch Abweichungen vom Schaltplan. So wurden Nullkraftsockel verbaut und eine 12V DC-DC Wandlertechnik hielt Einzug. Statt eines TV-Modulators wurde ein S-Video-Ausgang und eine 3,5 mm Audio-Klinkenbuchse verbaut. Der C64 reloaded kann ohne Lötarbeiten von PAL- auf NTSC-Videonorm umgeschaltet werden. Der C64 Reloaded benötigt zum Betrieb zusätzlich originale Chips, die aus defekten C64-Computern entnommen werden können. Dieses Modell wurde noch ohne den Markennamen Commodore vertrieben. Der Verkaufsstart des C64 reloaded war am 20. Mai 2015. Die Boards waren schnell ausverkauft.
Zweites Modell
Das C64 reloaded MK2 ist das erste Board der Reihe, welches unter dem Markennamen Commodore vertrieben wird. Im Gegensatz zum ersten Modell erkennt das MK2 die installierten Chipversionen automatisch und konfiguriert sich von selbst entsprechend. Der Verkaufsstart ist für den 21. November 2017 anvisiert.[veraltet]

### Ultimate64 (Elite)

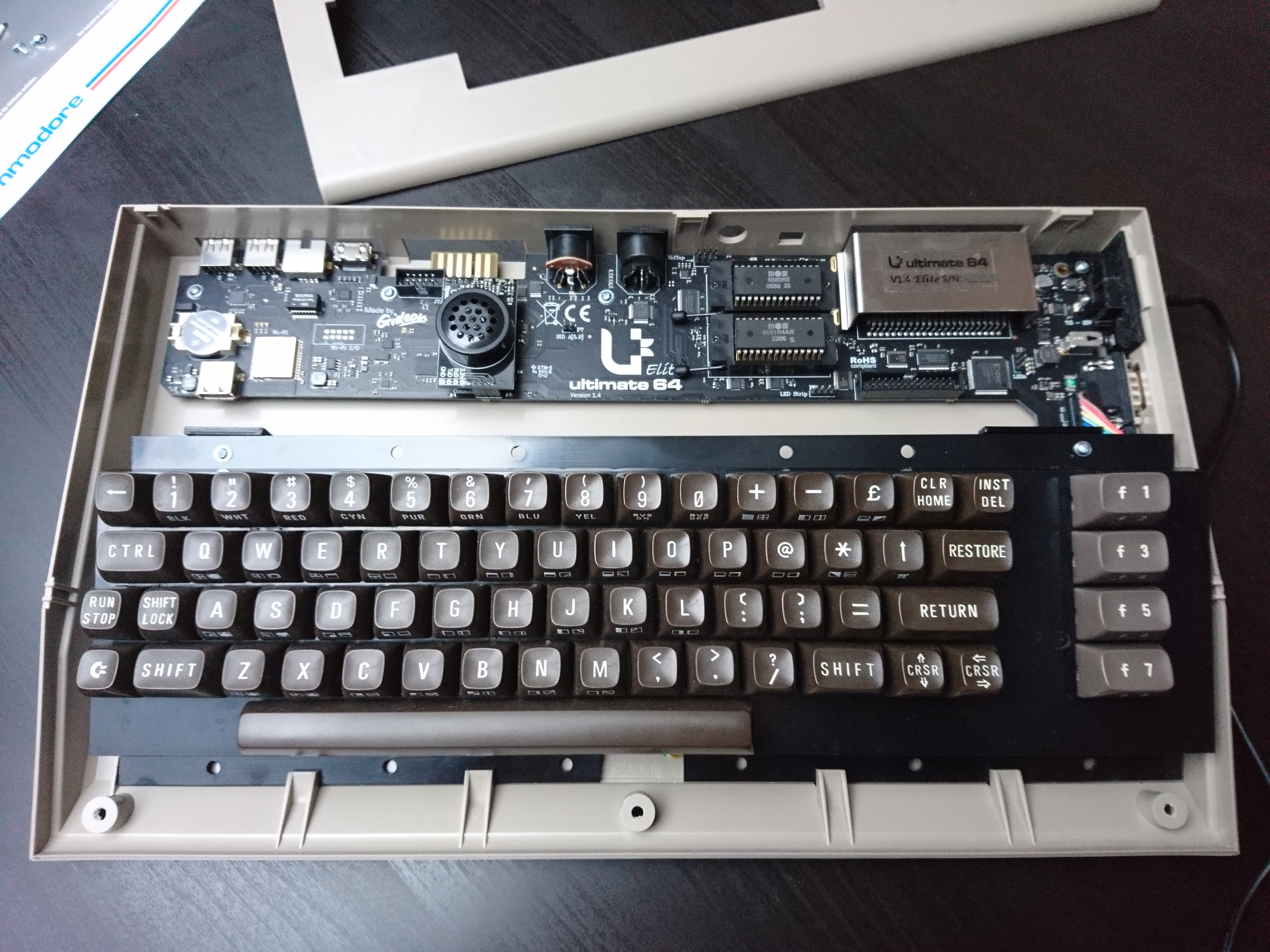
Ultimate64 Elite V1.4

Im August 2017 kündigte Gideon Zweijtzer an, neue C64-Mainboards unter dem Namen Ultimate64 zu produzieren. Im Gegensatz zum C64-Original handelt es sich dabei um eine komplett neue Reimplementation des C64 auf FPGA Basis, somit benötigt das Board keinerlei originale Chips. Es besteht jedoch die Möglichkeit, 2 SID MOS 6581 oder MOS 8580/6582 in beliebiger Zusammenstellung einzusetzen, jedoch aufgrund der Bauform nicht zwei FPGASID gleichzeitig. Im FPGA ebenfalls integriert ist die 1541 Ultimate-II+ desselben Entwicklers, ein vollständiger Diskettenlaufwerksersatz. Als Datenmedium wird ein USB-Stick verwendet. Es können maximal zwei 1541 Diskettenlaufwerke emuliert werden. Das Bildsignal wird als analoges Videosignal und auch als HDMI-Signal ausgegeben.

### TheC64 Mini
2017 wurde bekannt, dass die britische Retro Games Ltd. und die österreichische Koch Media eine voll lizenzierte auf der Arm-Architektur basierende Mini-Version des C64 unter den Namen TheC64 Mini Anfang 2018 auf den Markt bringen wird. Das Gerät selbst lehnt sich an das Design des C64 an, ist aber nur halb so groß. Die Tastatur des TheC64 Mini ist eine Attrappe. Es verfügt über einen HDMI-Port für moderne Fernsehgeräte und Monitore. Der mitgelieferte Joystick wird über einen USB-Port mit dem Gerät verbunden. Auch eine USB-Tastatur lässt sich an dem Gerät anschließen, somit ist es möglich eigene BASIC-Programme auf dem TheC64 mini zu schreiben. Das Gerät wurde 2017 mit 64 vorinstallierten Spielen ausgeliefert, in neueren Firmware-Versionen sind weitere Titel hinzugefügt worden.

### TheC64

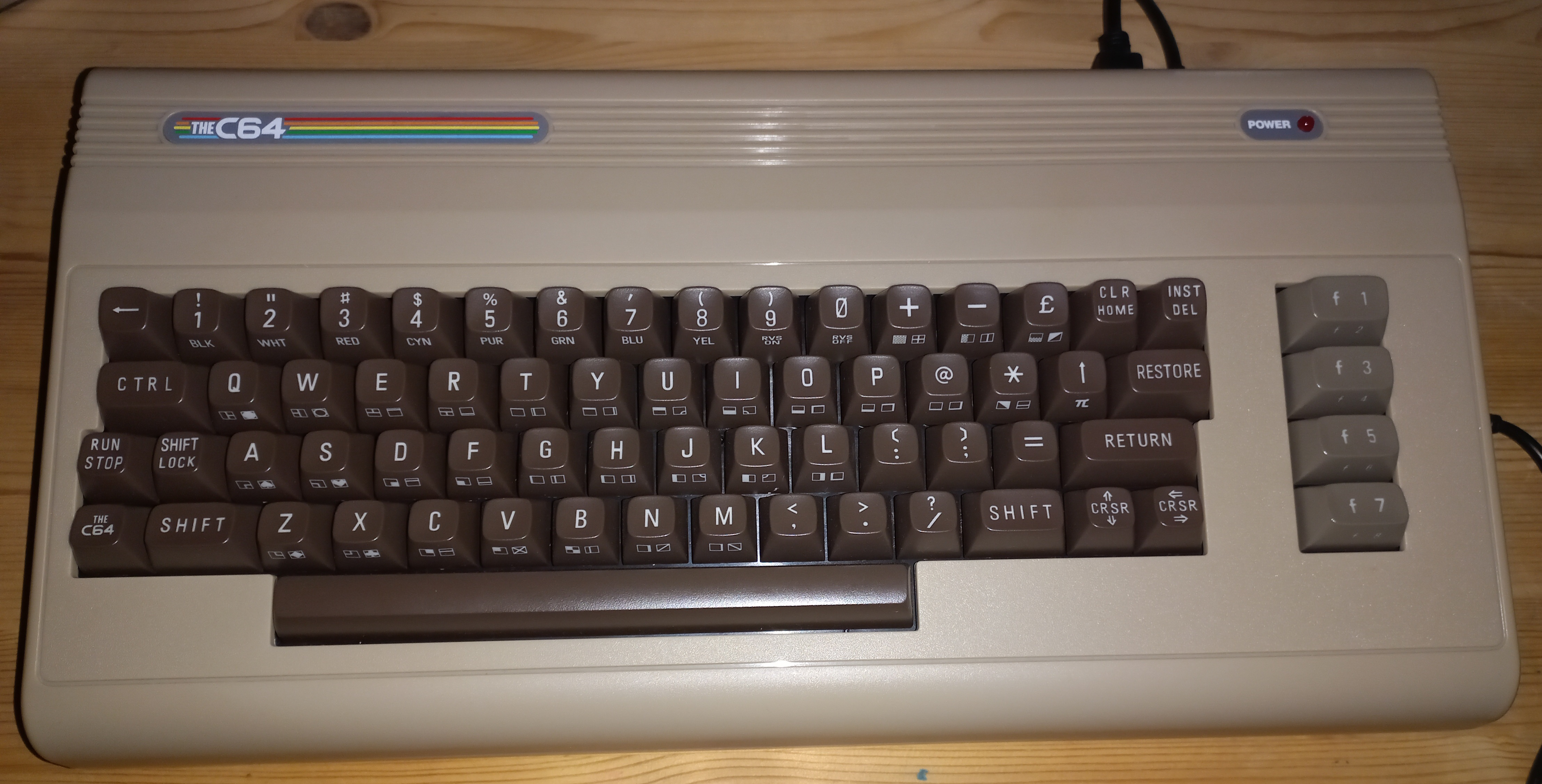
The C 64 (Maxi)

Im Dezember 2019 wurde schließlich unter dem Namen TheC64 ein Gerät auf den Markt gebracht, welches das originale Brotkastengehäuse besitzt und im Gegensatz zum Mini mit funktionierender Tastatur ausgestattet ist. Die Hardwarespezifikationen entsprechen ansonsten im Wesentlichen denen des TheC64 Mini, die Firmware bietet jedoch zusätzlich einen Emulator für den Commodore VC 20, der in Amerika als „VIC 20“ bekannt wurde. Der Computer wird daher in Amerika auch als TheVIC20 angeboten und außerdem zur Unterscheidung vom Mini (nicht nur in Amerika) oft als TheC64 Maxi bezeichnet.

### Gehäuse für den C64C
Im August 2016 wurde bekannt, dass individual Computers (icomp) neben der Lizenz für den Markennamen Commodore auch die originalen Gussformen des C64C-Gehäuses erworben hat und mit diesen neue Gehäuse produzieren will. Am 22. August 2017 wurde das Gehäuse auf der Gamescom der Öffentlichkeit präsentiert und bereits verkauft; der reguläre Verkauf startete am 1. September 2017. Die neuen Gehäuse sind dabei in den vier Farbgebungen Original Beige, Classic Bread Bin, SX-64 Style und Black Edition verfügbar. Da fast alle C64-Platinen vom Aufbau identisch sind und es nur kleinere Abweichungen von der C64C Platine gibt, lassen sich auch andere C64-Versionen in dem Gehäuse einbauen. Dies trifft auch auf die Modelle des C64 reloaded zu.

### uAX64 Mini/Long
Im Oktober 2019 startete die Entwicklung eines C64 in gänzlich neuer Form mit einem 100 × 100 mm Board und 6 Slots jeweils mit 72 Pins, der steckbare Modul-Karten aufnehmen kann. Dazu gehören die Modul-Karten: CPU, RAM, VIDEO, SOUND, REMOTE KEYBOARD mit jeweils 72 Pin Slots. Mit einer Abmessung von nur 100 × 100 mm ist dieser neue C64 derzeit (2022) der kleinste C64 der Welt der die originalen Chips des C64 verwendet. Vom uAX64 Mini gibt es eine "Long" Version mit 9 Slots.

### uEliteBoard64
Kurz nach dem uAX64 Mini wurde im Januar 2020 das uEliteBoard64 vorgestellt, der als erster neuer C64 ermöglichte drei SID Chips auf das C64 Board zu stecken. Zusätzlich dazu besitzt das neue C64 Board einen „HAT SOCKET“ Steckplatz zur Aufnahme steckbarer HAT-Erweiterungen. Zu den Erweiterungen gehören die MIDI-, OPL2- und Code-Injection Steckkarte.

### uBook64
Im März 2020 erschien der nur 184 × 146 mm große C64, der trotz seiner nur geringen Abmessungen einen vollwertigen C64 darstellt. Dieser C64 hat auf der linken Seite eine 3,5 mm Kopfhörerbuchse.

### uLaserBoard64
Das uLaserBoard64 ist ein C64 der von der Bauform her einer aus dem Film Alien M41A Pulse Rifle nachempfundenen ist. Bei diesem C64 kann eine Steuerungsplatine sowie ein LC-Panel und ein Laser-Modul aufgesteckt und kann zu einer M41A Pulse Rifle umgebaut werden.

### uHeld64
Der uHeld64 ist ein C64 im Gameboy Formfaktor wahlweise mit DPAD oder Analogstick Steuerung. Dieser C64 besteht aus drei Platinen die übereinander montiert werden, und somit die Handgroße Form ermöglichen. Bei diesem C64 wurde neben einem LC-Display, ein Joystick-Umschalter sowie eine komplette C64 Tastatur in Miniaturform integriert. Optional kann eine Pi1541 (Raspberry Pi Zero) eingebaut werden, mit der eine 1541 Floppy simuliert wird. Der Expansionsport des originalen C64 ist ebenfalls vorhanden, das es ermöglicht oben am uHeld64 originale C64 Module zu stecken.

### uAX64
Ein C64 in ATX Form stellt der uAX64 mit vier Karten-Slots im Micro-ATX-Format dar. Neben dem „uAX64“ existiert eine „uAX64 MAX“ Version mit sieben Slots. Beide uAX64 Versionen ermöglichen von Hause aus zwei SID Soundchips und bieten mehrere Steckkarten: MIDI, OPL2, Bluetooth/USB Keyboard, I/O, 2 MB RAM, RGB-Video, SID (8x). Zusätzlich dazu besteht die Möglichkeit interne Tape und Serial Anschlüsse zu nutzen.

### uSIDTower64
Mitte 2020 wurde der uSIDTower64 vorgestellt, der auf die Musik vom C64 ausgerichtet ist. Dieser C64 besteht aus mehreren runden 100 × 100 mm Platinen die übereinander gesteckt werden. Der uSIDTower64 ermöglicht drei SID Soundchips zu stecken, enthält neben einem MIDI-Interface auf der obersten Platine 14 RGB WS2812 LEDs die automatisch vom SID angesteuert werden können und somit die vom SID erzeugte Musik optisch visualisieren.

## Software
Neue C64-Software und C64-Hardware wird auch heute noch von verschiedenen Firmen (zum Beispiel Protovision) entwickelt und vertrieben.

### Anwendungssoftware
Obwohl der C64 oft als „Spielcomputer“ und „Daddelkiste“ bezeichnet wurde, da der überwiegende Teil der Software Spiele waren, wurden für das Gerät – auch wegen seiner für die damalige Zeit gehobenen Hardware-Eigenschaften – auch viele „ernsthafte“ Programme produziert. Neben Office-Programmen wie der Textverarbeitung Vizawrite oder Textomat und den Tabellenkalkulationen Microsoft Multiplan und Supercalc gab es für alle erdenklichen Anwendungen eine Vielzahl von Programmen, von denen hier stellvertretend nur einige aus dem deutschen Raum genannt seien: Für grafische Anwendungen waren Programme wie Hi-Eddi (für HiRes-Grafik) von Hans Haberl, Amica Paint von Oliver Stiller für Multicolor-Grafiken und GIGA-CAD von Stefan Vilsmeier für 3D-Modelle konzipiert. Ebenfalls von Hans Haberl und veröffentlicht von Scanntronik waren die Desktop-Publishing-Programme Printfox und Pagefox. Letzteres wurde als Steckmodul entwickelt und enthielt eine zusätzliche Speichererweiterung, um Zeichensätze, Grafiken und Text für eine ganze DIN-A4-Seite im Speicher halten zu können. Dabei standen alle üblichen Layoutfunktionen zur Verfügung, inklusive Spezialfunktionen wie Kerning.

#### Lernprogramme

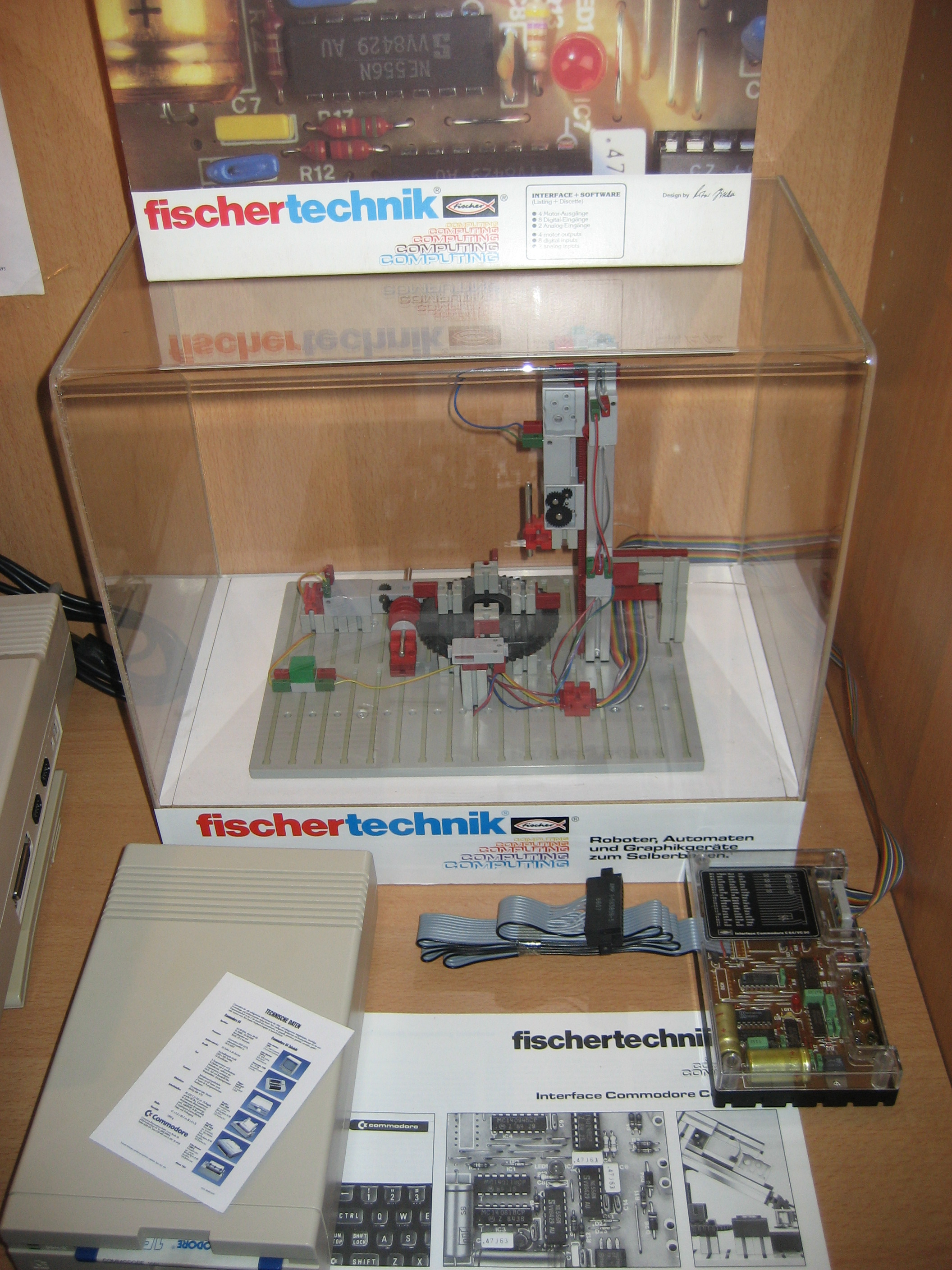
Fischertechnik Computing

Auch etliche Lernprogramme wurden für den C64 produziert, wenngleich er kein typischer Rechner war, der im Schulunterricht zum Einsatz kam. Hier waren besonders der Apple II und seine Klone stark verbreitet.
Neben Lernprogrammen wie Vokabeltrainern, Mathekursen und Programmen zum Erlernen des Chemielernstoffes wurden auch Hardware-Erweiterungen angeboten, mit denen Schüler zum Beispiel mit der Fischertechnik-Schnittstelle 30562 für den C64/VC20 die Grundzüge der Robotik erlernen konnten. Der C64 konnte auch für Lern- und Forschungszwecke genutzt werden. So trat das Gerät in den 1980er-Jahren bei vielen Beiträgen der Jugend-forscht-Wettbewerbe als Bestandteil der Versuchsanordnungen in Erscheinung.
Auch in der Fliegerei wurden Programme für den C64 eingesetzt. US-Piloten konnten beispielsweise Flüge nach Instrumentenflugregeln (IFR) mit dem Flight-Simulator II von Bruce Artwick machen, die für die Verlängerung der Pilotenlizenz angerechnet wurden. Das deutsche Pendant dazu war der Flight-Teacher von Uwe Schwesig, der eine Einführung in die Fliegerei bot.

#### GEOS
Im Jahr 1986 wurde das Betriebssystem GEOS (Graphic Environment Operating System) mit grafischer Oberfläche (GUI) für den C64 angeboten. Es wurde in mehreren Versionen veröffentlicht und enthielt sehr viele Anwendungsprogramme. Diese grafische Oberfläche erweiterte den C64 in seiner Anwendungsbreite stark. Das war notwendig geworden, weil ab Mitte der 1980er-Jahre grafische Oberflächen immer häufiger als Serienausstattung bei Heimcomputern zum Einsatz kamen, so zum Beispiel beim Amiga, dem Apple Macintosh oder beim Atari ST. GEOS wurde auf unterschiedlichen Plattformen bis in die 2000er-Jahre gepflegt und erweitert. Allerdings ist GEOS sehr ressourcenaufwendig, so dass sich im Besitz des Anwenderkreises von GEOS auch am häufigsten moderne Hardware wie große Speichererweiterungen, Super-CPUs oder Festplatten befinden.

#### Unix
Darüber hinaus wurde für den C64 ein Unix-artiges Betriebssystem namens LUnix (für little Unix) entwickelt. Aktuell weiterentwickelt wird das ebenfalls Unix-orientierte Wings-Betriebssystem für den C64.
Als reines Hobby-Projekt wurde ab 1989 von einem einzelnen Entwickler GeckOS für den 8-Bit-Mikrochip MOS6502 entwickelt, das Multitasking beherrscht und zu LUnix kompatibel ist. GeckOS gibt es auch in einer Variante für den C64.

### Programmiersprachen
Die wichtigsten Programmiersprachen für den C64 waren das eingebaute BASIC und Assembler. Daneben gab es eine Vielfalt an Programmiersprachen und -Dialekten für den C64:

Blinkender „Ready“-Startbildschirm des C64. Wie die oberste Bildschirmzeile anzeigt, wurde automatisch ein Interpreter für die Programmiersprache BASIC gestartet, der nun Benutzereingaben erwartet.

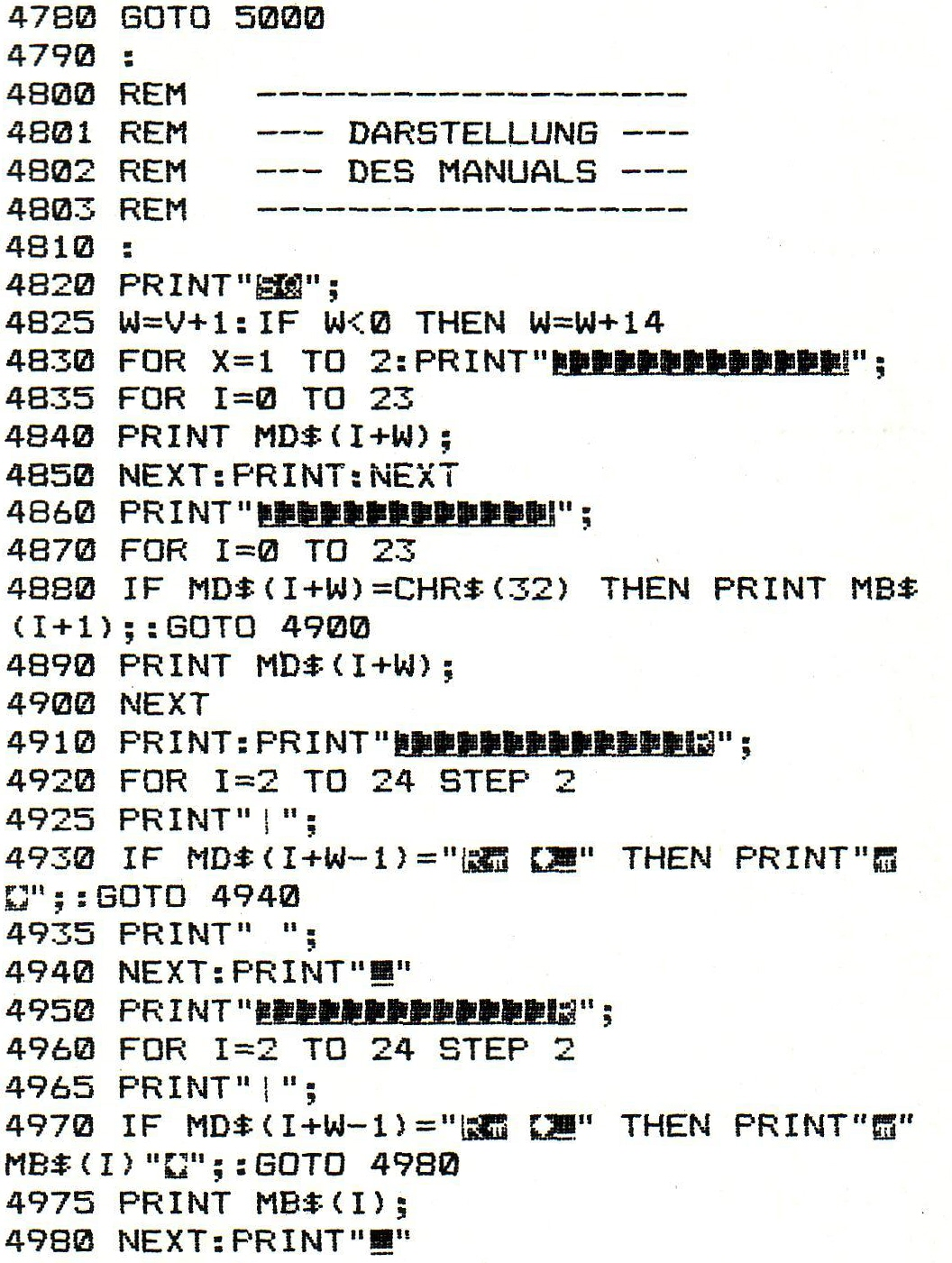
Ausschnitt aus einem Basic-Listing für den C64. Die inversen Zeichen sind Steuercodes, meist für Cursor-, Bildschirm- und Farbanweisungen.

#### BASIC
Das eingebaute Commodore BASIC V2 bietet keine Befehle, um die Grafik- und Soundmöglichkeiten des C64 komfortabel anzusprechen, da diese beim VC20, von dem der Code übernommen worden war, noch nicht vorhanden waren. Das bereits vorhandene und bessere BASIC 4.0 der neueren PETs wurde beim C64 nicht verwendet, da man den PETs keine interne Konkurrenz machen wollte. Über die BASIC-Befehle PEEK und POKE kann direkt auf die Hardware – auch auf Video- und Soundchip – zugegriffen werden, was z. B. auch in Basic die Programmierung von Sprites ermöglicht. Weiterhin können über den SYS-Befehl Systemroutinen direkt angesprungen werden: Beispielsweise bewirkt SYS 64738 einen Reset des C64. Sound und Grafik lassen sich nur in Assembler maximal ausreizen. Komfortablere Grafik- und Soundprogrammierung ist mit erweiterten BASIC-Varianten wie etwa Simons’ BASIC möglich, die jedoch nicht Bestandteil des Lieferumfangs waren. Spiele für den C64 sind daher nahezu ausschließlich in Assembler programmiert. Bei späteren BASIC-Versionen, beispielsweise dem BASIC 3.5 des C16 und Plus4, ist der Befehlsvorrat wesentlich umfangreicher.
Neben dem eingebauten Commodore BASIC V2 gab es noch diverse Dialekte und Compiler. Eine Auswahl:

##### Austrospeed
Austrospeed ist ein 2-Pass-Compiler (3-Pass-Compiler im Overlay-Modus), der BASIC V2.0-Code in einen kompakten, schnell interpretierbaren Zwischencode (ähnlich P-Code) übersetzt. Derart kompilierte Programme laufen drei- bis fünfmal schneller ab als unkompilierte. Zum Austrospeed gab es auch einen dazugehörigen Decompiler.

##### Basic-Boss BASIC-Compiler
Basic-Boss ist ein BASIC-Compiler aus dem Hause Markt & Technik Verlag, der im Jahre 1988 erschien und sehr stabile Programmergebnisse aus reinen BASIC-Programmen erzeugt. Reine BASIC-Programmierer können mit Hilfe des Compilers schnelle Programme erhalten, ohne auf Assembler ausweichen zu müssen. Der Benutzer muss dafür bestimmte „Definitionen“ in sein BASIC-Programm einbauen, die dann nach dem Kompilieren diese hohen Geschwindigkeiten ermöglichen. In sehr günstigen Fällen laufen die Programme 50- bis 100-fach schneller ab.

##### BASICODE
Für den C64 gab es Bascoder für den BASIC-Dialekt BASICODE. Dabei handelte es sich um einen rechnerübergreifenden BASIC-Standard.

##### Exbasic Level II BASIC
Exbasic Level II ist ein erweitertes und verbessertes BASIC für den C64, das von Diskette geladen oder per Cartridge installiert wurde. Im Gegensatz zu Simons’ Basic war Exbasic Level II ursprünglich nicht für den C64 geschrieben worden, so dass nicht alle Möglichkeiten der Hardware dieses Rechners durch diese BASIC-Erweiterung ausgenutzt wurden.

##### G-Basic
G-Basic stellte umfangreiche Programmierfunktionen zur Verfügung, über die das Standard-BASIC des C64 nicht verfügte. Es wurde als Hardwareerweiterung geliefert, die in Form und Größe an eine Zigarettenschachtel erinnerte. Diese besaß einen eigenen Resettaster, da der C64 ab Werk nicht über einen solchen verfügte.

##### Geo-Basic
Geo-Basic ist ein BASIC unter der grafischen Oberfläche GEOS. Es enthielt allerdings viele Fehler und lief langsam, weshalb es sich nicht durchsetzen konnte. Auch war der für die Anwendungsprogramme zur Verfügung stehende Arbeitsspeicher nur sehr klein.

##### Petspeed
Petspeed ist ein Compiler für das eingebaute BASIC V2.0 von Commodore; für längere Programme benötigte der Compiler ein – selten vorhandenes – Doppelfloppylaufwerk.

##### Simons’ Basic
Simons’ Basic ist ein stark erweitertes BASIC mit grafischen Funktionen (Kreis, Ellipse) sowie teilweise strukturierter Programmierung. Vertrieben auf Diskette oder Cartridge.

#### Assembler
Assembler ist die wichtigste und – zusammen mit dem eingebauten BASIC – die am häufigsten genutzte Programmiersprache für den C64. Nur mit Assembler konnten die Fähigkeiten des Gerätes optimal genutzt werden. Es gab verschiedene Assembler-Entwicklungsumgebungen, die bekanntesten hießen TurboAss, Hypra-Ass und Giga-Ass. Für große Projekte wurden Cross-Assembler-Systeme eingesetzt. Diese bestanden aus zwei Computern, die mit einem Datenkabel verbunden waren: Einem C64, auf welchem das neu entwickelte Programm getestet wurde, und einem zweiten Computer, zum Beispiel ein weiterer C64, ein Amiga oder PC, auf welchem der Quelltext geschrieben und von einem Cross-Assembler übersetzt wurde. Das machte die Programmierung weitaus komfortabler, da auf dem Test-C64 der komplette Speicher bis auf die wenigen Bytes für die Übertragungsroutine zur Verfügung stand und im Fall eines Absturzes Quelltext und Assembler nicht gelöscht wurden. Jedoch reichte schon ein einfacher Maschinensprachemonitor aus, um Software für den C64 zu entwickeln: Das wohl bekannteste Exemplar eines solchen Programmes war der Smon. Auch brachten viele Erweiterungsmodule, wie das Action Replay oder die Final Cartridge, eigene Maschinensprachemonitore mit.

#### Pascal
Mit Oxford Pascal gab es eine Pascal-Implementierung, die in der Lage war, eigenständige Programme auf Diskette zu schreiben oder im Speicher zu halten. Sie war durchaus standard-konform. Auch von UCSD Pascal gab es eine Portierung auf den C64; sie war jedoch so umständlich und langsam, dass sie in der Praxis keine Rolle spielte.
Weiterhin gab es aus dem Hause Markt & Technik das Buch "Pascal mit dem C64", das ein Pascal-Entwicklungssystem enthielt.

#### Sonstige
Zusätzlich zu den genannten Sprachen gibt es weitere Programmiersprachen, die aber eher exotisch sind. So gibt es einen C-Compiler (der allerdings nur eine Teilmenge von C implementiert), Forth und COMAL sind ebenfalls vertreten; es wurde sogar eine COBOL-Implementierung produziert. Auch Logo gibt es für den C64.
Weiterhin existiert das Betriebssystem Contiki, das eine Internet- und Ethernetanbindung über den C64 erlaubt.
Heute existiert mit cc65 ein leistungsfähiger Cross-Compiler für die Sprache C, der bis auf Gleitkommazahlen fast den ganzen ANSI-Standard abdeckt. Der Compiler selbst läuft auf den meisten modernen Plattformen.

### Spiele
Die Spiele für den C64 waren eines der besten Verkaufsargumente für den Rechner: Fast jedes bekannte Computerspiel in den 1980er- und teilweise in den 1990er-Jahren wurde für den C64 umgesetzt, darunter viele Arcade-Spiele, so auch Donkey Kong und Pac-Man. Schätzungen gehen von etwa 17.000 kommerziellen Spieletiteln für dieses Gerät aus, nicht mitgezählt die zahllosen Spiele, die C64-Besitzer selbst programmierten. Über 95 Prozent aller Spiele haben eine Auflösung von 160 × 200 doppelbreiten Pixeln.
Im Laufe der Jahre wurden insbesondere die Spiele immer komplexer und grafisch anspruchsvoller. Einige grafische Höhepunkte für den C64 sind unter anderem das Strategiespiel Defender of the Crown oder Manfred Trenz’ Actionspiel Turrican II: The Final Fight, deren Grafiken teilweise an Amiga-Qualität heranreichen. Andere herausragende Beispiele sind Wizball (Rahmensprites), Stunt Car Racer (3D-Grafik mit ausgefüllten Polygonen) oder die Last-Ninja-Trilogie. Auch die Präsentation und Animation der beliebten Sportspiele der Firma Epyx/U.S.Gold (Summer Games 1+2, Winter Games, California Games und so weiter) konnten überzeugen. Das von Nintendos Mario-Serie inspirierte Great Giana Sisters erfreute sich ebenfalls großer Popularität.

#### Propaganda
Schon in den 1980er-Jahren erprobten politische Gruppierungen die Möglichkeit, Computerspiele für ihre Zwecke zu nutzen. Diese technisch primitiven Spiele, die als Kopien auf Schulhöfen getauscht wurden, basieren meist auf der Technik des C64, etwa das von einem 17-Jährigen programmierte rechtsextremistische Spiel „Anti-Türken-Test“, in dem rassistische Fragen über die Tastatur zu beantworten sind, oder das Spiel „KZ-Manager“, in dem ein Konzentrationslager möglichst effektiv geführt werden muss. Viele dieser Programme wurden in den 1980er- und frühen 1990er-Jahren durch die Bundesprüfstelle für jugendgefährdende Medien (damals noch Bundesprüfstelle für jugendgefährdende Schriften, kurz BPjS) indiziert und später durch Gerichtsbeschlüsse bundesweit beschlagnahmt.

### Demoszene
Der C64 trug besonders zur Entwicklung einer vielfältigen Subkultur bei, in der talentierte Programmierer Tricks entwickelten (zum Beispiel die Ausnutzung undokumentierter Hardwarefunktionen, darunter sehr viele Tricks für den Grafikchip), um die augenscheinlichen Limitierungen des Computers zu umgehen. Teile dieser Szene leben heute noch fort oder entwickelten sich weiter zu anderen Computersystemen wie Amiga oder PC. Die Demoszene entstand in den 1980er-Jahren aus der damaligen Crackerszene. Die Intros, die ursprünglich als Vorspann zwecks Präsentation der Fähigkeiten und Wiedererkennung vor gecrackte Spiele gesetzt wurden, nahmen stetig an Komplexität zu und wurden schließlich als Einzelwerke (Demos) ohne dazugehörige gecrackte Software veröffentlicht.
Einem Außenstehenden erschließen sich die Schwierigkeiten dieser Programmierung häufig nicht, da er die Komplexität oder die laut Spezifikation eigentliche Unmöglichkeit des Effekts nicht einschätzen kann. Einige der grundlegenden Mechanismen betrafen die Nutzung des im Grafikchip integrierten sogenannten Rasterzeileninterrupts (Interrupt-Auslösung bei einer bestimmten Bildzeile) zur Synchronisierung von Code-Sequenzen, das ruckfreie Scrollen der Bildschirmfläche in beiden Achsen oder die Wiederverwendung von Sprites innerhalb eines Bildes. Typische Kennzeichen waren vor allem rasante, tanzende Rollschriften, mit 16 Farben vorgetäuschte, waagerechte Zylinderformen, sowie fast immer ein üppiges akustisches Beiwerk.
Die Demoszene lotete die Möglichkeiten des C64 am weitesten aus. Höhepunkte setzten Demos wie Deus Ex Machina der Gruppen Crest und Oxyron, Tower Power der Gruppe Camelot, +H2K der Gruppe Plush oder Dutch Breeze der Gruppe Blackmail sowie Double Density von Mr.Cursor aka Ivo Herzeg, der in der Entwicklung mitverantwortlich für bekannte PC-Spiele wie Far Cry ist.

Die Website der Demogruppe Alpha Flight 1970 enthält einige Flashversionen von szenetypischen Produktionen. Ein riesiges Repertoire an Informationen zu alten wie neuen Produktionen ist in der Commodore 64 Scene Database (CSDb) verzeichnet.

### Raubkopien
Mit dem rasanten Aufstieg des Heimcomputers in den 1980er-Jahren im Allgemeinen und des C64 im Speziellen entstand auch ein Tauschmarkt für Raubkopien von Software für diesen Rechner. Auch Anwendersoftware, aber im überwiegenden Maße Spiele wurden zwischen den C64-Besitzern getauscht. Das war mit den ersten kommerziellen Programmen noch sehr einfach machbar. Doch schon bald versuchte die Softwareindustrie, durch verschiedene Kopierschutzmaßnahmen (mittels Datenträger, durch Papier-basierte Abfragen oder auch durch Laufzeitmaßnahmen) der Situation Herr zu werden. Das gelang kaum, da quasi gleichzeitig die Szene dafür sorgte, dass die Software einerseits mit ihren eigenen Programmen wieder kopierbar wurde, andererseits erzeugte man durch Decodieren und gezieltes Modifizieren der Originale ungeschützte Versionen, die sich mit jedem beliebigen Kopierprogramm duplizieren ließen. Es entstand eine Art „Hase-und-Igel“-Wettlauf zwischen der Softwareindustrie und den C64-Besitzern, in dem immer neue Kopierschutzmaßnahmen die illegale Verbreitung von Software verhindern sollten. Letztlich war jedoch fast jedes Programm für den C64 früher oder später auch als „freie“ Raubkopie in Umlauf.
Eine erste Abmahnwelle veranlasste Ende 1992 der Rechtsanwalt Freiherr von Gravenreuth, als er über Testbesteller auf verdächtig erscheinende Kleinanzeigen in Computerzeitschriften, in denen überwiegend Privatleute inserierten, die sogenannten „Tanja-Briefe“ (unter dem Pseudonym „Tanja Nolte-Berndel“ und einigen weiteren weiblichen Pseudonymen) versandte. Falls ein so Angeschriebener auf die Bitte um Softwaretausch des angeblichen Teenagers einging, wurde dieser bei entsprechender Beantwortung wegen Verstoßes gegen das Urheberrecht abgemahnt, gegebenenfalls auch angezeigt. Auch führten einige Fälle zu Hausdurchsuchungen.
Mit der Zeit wurde es Brauch bei den Crackern, vor die von ihnen „geknackten“ Programme einen eigenen, mehr oder weniger aufwändigen Vorspann (ein sogenanntes „Cracktro“) zu setzen. Typischerweise wurde dort in Laufschriften die eigene Coolness gepriesen, es wurden befreundete Crackergruppen gegrüßt, und zunehmend stellte man auch optisch und akustisch die eigene Programmierkunst zur Schau. Die oben beschriebene Demoszene ging zuerst aus der Verselbstständigung dieser Cracker-Vorspänne zu eigenständigen Programmen hervor, auch wenn später eine klare Abgrenzung der Demo- von der Crackerszene stattfand.

## Musik

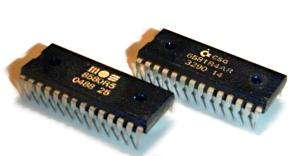
Ein 6581er- und ein 8580er-SID-Chip

Der Soundchip des C64 war zum Verkaufsstart des C64 eine Sensation, da es bis dahin keinen vergleichbaren Heimcomputer gab, der eine solche Vielfalt an Klangvariationen bot. Durch diese technischen Möglichkeiten machten sich unzählige Programmierer daran, den C64 als Musikcomputer zu nutzen und entsprechende Musik auf ihm zu programmieren.
Für den deutschen Sprachraum besonders zu erwähnen ist das komplett auf dem C64 programmierte Stück Shades von Chris Hülsbeck, der mit diesem Song im Jahre 1986 den Musikwettbewerb der Fachzeitschrift 64’er gewann und damit den Grundstock für seine Karriere im Bereich der Spielevertonung legte. Weitere bekannte C64-Komponisten waren Rob Hubbard, Martin Galway, Ben Daglish, David Dunn, Markus Schneider, Stefan Hartwig, Holger Gehrmann, Reyn Ouwehand, Jonathan Dunn, Matt Gray, Jeroen Tel, Jens-Christian Huus (JCH) und Charles Deenen (Maniacs of Noise).
Auch die professionelle Musikszene nutzte den C64 als Musikinstrument. So experimentierte der Musiker und Musikproduzent Michael Cretu in den 1980er-Jahren mit den Klängen des C64 und auch die Band von Inga Rumpf setzte den C64 ein. Viele Musiker geben noch heute an, durch den C64 den ersten Zugang zu einem Synthesizer bekommen zu haben, der eine Grundlage ihrer späteren Entwicklung war, so z. B. Rick J. Jordan von der Band Scooter. In der E-Musik wurde der C64 etwa von Yehoshua Lakner eingesetzt und bewusst als „historisches Musikinstrument“ mit eingeschränkten, aber produktiven Möglichkeiten gesehen.
Mitte der 1980er-Jahre kam MIDI-Sequenzer-Software u. a. von der Hamburger Firma Steinberg (heute mit dem Produkt Cubase marktbeherrschend) auf den Markt, die den C64 als Steuerzentrum für MIDI-Synthesizer und MIDI-Sampler nutzten. Mit der Software Pro 16 von Steinberg konnte man professionelle Popmusik-Produktionen erstellen. Der C64 konnte über eine grafische Darstellung und mit manipulierbaren Zahlenwerten 16 verschiedene Instrumente (Piano, Drums, Bass usw.) gleichzeitig ansteuern. Die Taktrate und der Speicher des C64 reichten voll und ganz aus, MIDI-Instrumente nach Belieben zu steuern. Der SID des C64 wurde dabei nicht benutzt, da die Sounds nur von den Peripheriegeräten kamen. Auch in der Filmmusikszene fasste der C64 (wenn auch nur kurzzeitig) Fuß. So wurde beispielsweise der 80-minütige Dokumentarfilm über die berüchtigten Meuterer von der Bounty Pitcairn – Endstation der Bounty (Regie: Reinhard Stegen) vollständig mit Musik untermalt, die auf einem C64 komponiert worden war. Damit stellte der C64 seine Praxistauglichkeit auch im Profibereich vollends unter Beweis. Der kurz darauf, Ende der 1980er-Jahre aufkommende Atari ST übernahm in fast allen deutschen Musikstudios das Kommando in Sachen MIDI-Sequencing und löste den C64 im Profibereich ab.

## Magazine
In Deutschland kamen ab Anfang der 1980er-Jahre verschiedene Computermagazine speziell für den C64 auf den Markt. Am bekanntesten war die „64’er“ vom Verlag „Markt & Technik“, der Heise-Verlag gab mit der „Input 64“ ein Magazin auf einem Datenträger (Kassette und Diskette) heraus. Auch bekannt und verbreitet waren die Diskettenmagazine „Magic Disk 64“ und sein Ableger „Game On“ sowie die „RUN“. Als inoffizieller Nachfolger der 64’er erschien von 1997 bis 2006 die „Go64!“ (CSW-Verlag, Winnenden), die in der „Retro“ aufging, welche seit 2006 vierteljährlich erscheint. Des Weiteren existieren gegenwärtig noch zwei deutschsprachige Amateur-Printmagazine, die „Lotek64“ (auch als kostenlose PDF-Version im World Wide Web erhältlich) und die „Return“. In England waren „Commodore Force“ und „Commodore Format“ beliebt. Heute gibt es noch das englischsprachige Fanmagazin „Commodore Free“, das ebenfalls kostenlos als PDF erhältlich ist. Zudem erscheinen in mehr oder weniger regelmäßiger Reihenfolge Magazine auf Diskette, wie etwa die Digital Talk, die Mail Madness oder das australische Diskmag Vandalism News. Diese enthalten neben am Bildschirm zu lesenden Artikeln auch aktuelle Software, Musik und Bilder.
Auch einige der damaligen Magazine, die viele verschiedene Rechnerplattformen abdeckten (wie „Happy Computer“, „Power Play“ und „ASM“), waren aufgrund des Markterfolges des C64 zunächst sehr auf diesen fixiert, was Besitzer anderer Rechner oftmals bemängelten.
Inhalte aller dieser Magazine war nicht nur die Berichterstattung über neue Hard- und Software für die jeweiligen Geräte, sondern auch der seitenweise Abdruck von Listings, also von Programmtexten, die der Leser dann per Hand in den Computer abtippen konnte. Diese Art des Vertriebs von Software für den C64 war für den Besitzer, neben dem Erwerb von Kaufsoftware oder Schwarzkopien, oft der einzige Weg, an Programme zu gelangen, da es den Download über das Internet noch nicht gab.

## Der C64 in der DDR
Ab Ende 1985 wurde der C64 im Intershop gegen D-Mark oder Forumschecks verkauft, weitere Geräte fanden als Geschenke ihren Weg in die DDR. Gelegentlich konnte der C64 dank asiatischer Gastarbeiter im staatlich organisierten Gebrauchtwarenhandel („A & V“) für 8000 Mark als Neuware erstanden werden. Daneben gab es einen regen Privathandel über Kleinanzeigen. Die Gebrauchtpreise lagen bei 3000 bis 6000 Mark für den C64 und bei bis zu 5000 Mark für ein Diskettenlaufwerk. Bespielte Disketten und Kassetten unterlagen als Datenträger jedoch strengsten Importkontrollen, durften auch nicht als Geschenk aus dem Westen eingeführt werden und waren daher ohne persönliche Beziehungen so gut wie nicht erhältlich.

## Emulatoren
Heute gibt es etliche Commodore-64-Emulatoren, wie den VICE, den MESS, Power 64 (für macOS, vormals Mac OS X, und die letzte Version von klassischem Mac OS, Version 9), Frodo (u. a. für Symbian-Handys, sowie iOS und Android) und den ccs64. Diese erlauben es, C64-Software auf moderneren Rechnern wie etwa einem Windows-PC auszuführen. Mit den Emulatoren kann neben Disk-Images auch Original-C64-Zubehör wie z. B. Disketten- und Datasettenlaufwerke angesteuert werden. Für die Verwendung der Datasette oder der Original-Diskettenlaufwerke sind jedoch Bastelarbeiten für Kabel notwendig, um die Geräte mit den heutigen Ports anzusteuern. Für Nutzer, die die langen Ladezeiten des C64 nicht mögen, bieten die Emulatoren einen virtuellen Lademodus.
Die meiste C64-Software, die in den 1980er-Jahren veröffentlicht wurde, kann auf heutigen Systemen (PC, Mac) mit Hilfe dieser Emulatoren genutzt werden. Seit dem 28. März 2008 stehen ausgewählte C64-Spiele im Download-Katalog der Wii-Konsole zur Verfügung.
Das Internet Archive bietet eine im Webbrowser benutzbare Emulatoroberfläche mit einer großen Menge an Programmen und Spielen.

## Sonstiges
- Es gibt einen (fehlerhaften) BASIC-Ausdruck, der statt des fälligen?TYPE MISMATCH ERROR einen totalen Systemabsturz auslöst: PRINT 0+""+-0 eingeben und die Taste RETURN drücken. In der Folge verschwindet der Cursor und es gibt keine Reaktion mehr auf beliebige Tasteneingaben, auch gleichzeitiges Drücken von RUN / STOP und RESTORE hilft nicht mehr. Eine Erklärung, die ein wenig spezifisches Fachwissen voraussetzt, findet sich in der Zeitschrift „64er“ Ausg. 3/88, S. 73f.
- Zwischen den Adressen $FFF6-$FFF9 (dezimal 65526 bis 65529) ist im C64-Kernal die Buchstabenreihenfolge „RRBY“ abgelegt. Dies sind die Initialen der beiden Hauptentwickler des C64, Robert Russell und Bob Yannes.
- Einer modernen Legende zufolge sollte es bei den frühen Modellen des C64 eine bestimmte Adresse im Speicher geben, deren Beschreiben mit einem ganz bestimmten Wert einen Hardwaredefekt hervorrufen können sollte. Dabei sollte eine bestimmte Diode auf der Platine durchbrennen und das Gerät dauerhaft außer Funktion setzen. Der dies angeblich auslösende Befehl erhielt die Bezeichnung „Killerpoke“. In der Realität existiert jedoch kein solcher Befehl für den C64. Hingegen gab es für den PET der späteren Reihe mit 6545CRTC-Controller einen solchen Befehl, der zu Beschädigungen am integrierten Monitor führte.